# 1956년 헝가리 혁명
1956년 헝가리 혁명(헝가리어: 1956-os forradalom) 또는 헝가리 봉기는 1956년 10월 23일부터 11월 4일까지 헝가리 인민공화국(1949-1989년) 정부와 헝가리 정부의 소련 종속정책에 반대하여 일어난 전국적인 혁명이다. 혁명은 1956년 11월 7일 소련군의 전차부대에 의해 진압되기 전까지 15일 동안 계속되었다 (부다페스트 외부의 교전은 적어도 1956년 11월 12일까지 지속되었다). 이 과정에서 수천 명이 사망하거나 부상을 입었으며 약 25만 명의 헝가리인이 타국으로 망명했다.
헝가리 혁명은 1956년 10월 23일 부다페스트에서 대학생들이 헝가리 국회의사당에 집결하여 소련이 스탈린주의식 라코시 마차시 내각을 통해 헝가리를 정치적으로 지배하는 것에 항의하는 시위를 열면서 시작되었다. 학생 대표단은 정치 및 경제개혁 요구를 담은 16개조 요구문을 시민사회에 알리기 위해 마자르 라디오 방송국 건물 진입을 시도했지만 경비원들에게 구금되었다. 라디오 방송국 건물 밖의 학생 시위대가 대표단의 석방을 요구하자 헝가리 국가보안국 소속 경찰이 총기를 발사해 여러 명이 사망했다.
이 결과 헝가리인은 혁명 민병대를 조직해 국가보안국에 맞서 싸웠고, 헝가리 공산당 간부나 경찰들은 잡히면 즉결 처형되거나 린치를 당했으며, 정치범들이 석방되어 무장하였다. 각 지역에서는 소비에트가 세워져 정치, 경제, 사회적 요구를 실현했으며 헝가리 노동인민당의 권력이 급속도로 축소되었다. 결국 너지 임레의 신내각은 국가보안국을 해체하고 헝가리의 바르샤바 조약 탈퇴를 선언했으며 자유선거를 재시행한다고 약속했다. 10월 말에는 격렬했던 전투가 진정되었다.
처음에는 헝가리 내 소련군 철수 협상이 진행되었으나, 1956년 11월 4일 소련은 헝가리 혁명을 진압하고 11월 10일까지 헝가리인과 전투를 벌였다. 헝가리 혁명을 진압하면서 헝가리인 2,500명과 소련군 700명이 사망했고 20만 명이 넘는 헝가리인이 오스트리아로 주로 해외 정치적 망명을 선택했다.

## 배경

### 제2차 세계 대전
제2차 세계 대전 (1939-1945년) 동안, 헝가리 왕국 (1920-1946년)은 나치 독일, 파시스트 이탈리아, 루마니아 왕국, 불가리아 차르국과 동맹을 맺은 추축국의 일원이었다. 1941년, 헝가리 왕립군은 유고슬라비아 침공 (1941년 4월 6일)과 바르바로사 작전 (1941년 6월 22일), 즉 소련 침공에 참여했다. 그러나 1944년에는 붉은 군대가 헝가리 왕립군과 다른 추축국 군대를 소련 영토에서 격퇴시킨 후 헝가리 왕국으로 진격 중이었다.
붉은 군대의 헝가리 왕국 점령을 우려한 헝가리 왕국 정부는 연합국과 휴전을 시도했으나 실패했고, 이는 추축국에 대한 배신 행위였다. 독일군은 마르가레테 작전 (1944년 3월 12일)을 개시하여 헝가리의 나치 국민단결정부를 수립했다. 이 단명한 꼭두각시 정부는 1년도 채 되지 않아 존재했으며, 헝가리는 부다페스트 공방전 이후 1945년에 소련에 점령되었다.

### 소련의 점령
틀:History of Hungary
제2차 세계 대전 (1939-1945년)이 끝날 무렵, 헝가리 왕국은 소련의 영향권에 놓여 있었다. 전쟁 이후의 정치적 혼란 속에서 헝가리는 다당제 민주주의 국가였으며, 1945년 헝가리 의회 선거를 통해 틸디 졸탄 대통령과 너지 페렌츠 총리가 이끄는 독립 소농인, 농업 노동자 및 시민당으로 구성된 연립 정부가 출범했다. 그럼에도 불구하고, 헝가리 공산당은 소련을 대신하여 살라미 전술을 지속적으로 사용하여 소소한 정치적 양보를 얻어냈고, 이는 연립 정부의 정치적 권위를 계속해서 약화시켰다. 공산당은 1945년 의회 선거에서 17%의 득표율밖에 얻지 못했음에도 불구하고 이러한 상황이 발생했다.
1945년 선거 이후, 국가보안국(Államvédelmi Hatóság, ÁVH)에 대한 통제권은 연립 정부의 독립 소농당에서 헝가리 공산당으로 이관되었다. 국가보안국은 협박, 허위 고발, 투옥, 고문을 통해 비공산주의 정치 반대자들을 탄압했다. 짧은 4년간의 다당제 민주주의는 헝가리 사회민주당이 공산당과 합병하여 헝가리 노동인민당이 되면서 끝났고, 이 당의 후보는 1949년 헝가리 의회 선거에서 무투표로 당선되었다. 이후 1949년 8월 20일, 헝가리 인민공화국이 사회주의 국가로 선포되었고, 소련은 상호 원조 코메콘 조약을 체결하여 붉은 군대 병력을 헝가리에 주둔시킬 수 있게 되었다.
소련의 경제 모델을 바탕으로, 헝가리 노동인민당은 생산수단과 국가의 천연자원 국유화를 통해 헝가리의 사회주의 경제를 확립했다. 또한, 1955년까지 헝가리의 비교적 자유로운 정치는 지식인과 언론인들이 라코시 정부의 사회 및 경제 정책을 자유롭게 비판할 수 있도록 허용했다. 이러한 상대적 정치적 자유 속에서, 1956년 10월 22일 부다페스트 기술경제대학교 학생들은 라코시 정부가 이전에 정치적으로 부적절하다는 이유로 금지했던 MEFESZ 총학생회를 재건했다.

### 스탈린주의 헝가리
처음에 헝가리 인민공화국은 스탈린주의자이자 소련에 충성하는 라코시 마차시 (재위 1947–1956) 정부가 이끄는 사회주의 국가였다. 스탈린주의 정부 내에서 이념적 준수를 보장하기 위해 라코시는 ÁVH를 이용하여 스페인 내전 (1936-1939년) 참여가 스탈린의 세계 공산주의 장기 계획을 방해하는 "서방 요원"이라는 이유로 정치적으로 반체제 티토주의자들과 트로츠키주의자 7,000명을 헝가리 공산당에서 숙청했다. 동구권 스탈린주의 정부들 중에서 헝가리 인민공화국의 라코시 정부는 정치적, 성적, 종교적 소수자들에 대한 탄압이 가장 심했다.

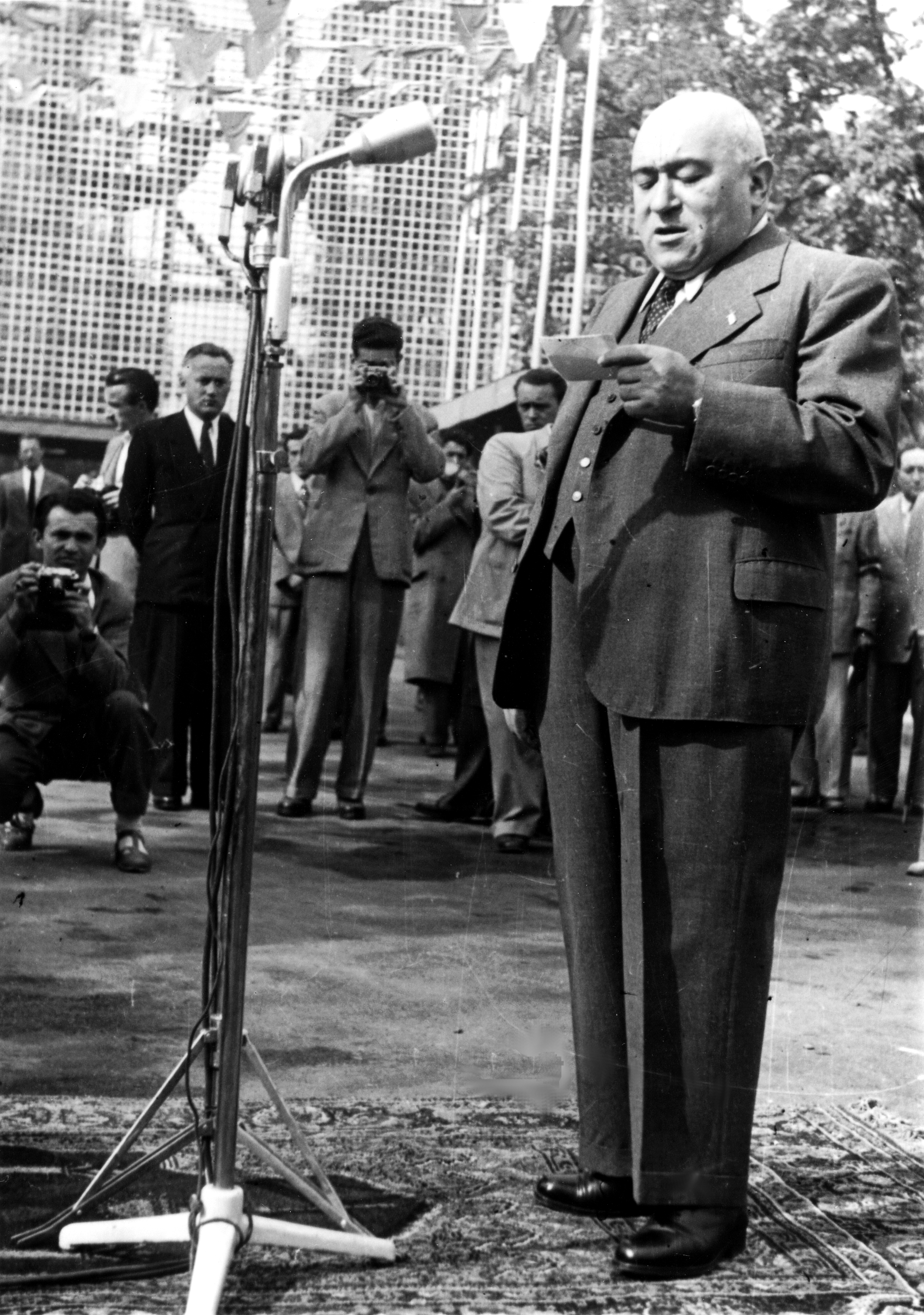
라코시 마차시가 1948년 부다페스트에서 청중에게 연설하고 있다.

1949년, 라코시 정부는 호르티 미클로시를 헝가리에 대한 반역죄로 체포하고 고문했으며 보여주기 재판에서 유죄 판결을 내렸다. 이는 헝가리 홀로코스트에서 나치 독일과의 협력, 즉 헝가리 유대인에 대한 종교적 박해, 그리고 헝가리 공산주의자 및 반나치주의자에 대한 정치적 박해 때문이었다. 사실 민트센티는 나치 정부의 적극적인 반대자였으며, 헝가리 가톨릭 신자들에게 화살십자당에 투표하지 말 것을 권유했고, 이러한 반대 때문에 화살십자당이 이끄는 국민단결정부에 의해 투옥되었다.

#### 정치적 탄압
1950-1952년 기간 동안, ÁVH는 26,000명 이상의 비공산주의 헝가리인들을 강제 이주시켰고 그들의 주택을 헝가리 공산당원들에게 몰수하여, 민족주의 및 반공산주의 인텔리겐치아와 지역 부르주아지가 제기하는 정치적 위협을 제거했다. 반공산주의 헝가리인들은 그들의 정치 성향에 따라 강제 수용소에 투옥되거나 소련으로 추방되거나, 즉결 처형되거나 보여주기 재판 후 살해되었다. 희생자 중에는 ÁVH 비밀경찰을 창설한 내무부 장관인 공산주의 정치인 라슬로 라이크도 포함되었다.
라코시 정부는 교육 시스템을 정치화하여 러시아화에 협력할 근면한 지식인을 양성했다. 따라서 러시아어 학습과 공산주의 정치 교육은 학교와 대학에서 의무화되었다. 종교 학교는 국유화되었고 교회 지도자는 공산주의 관리로 교체되었다.

#### 경제 쇠퇴
1950년대 초, 라코시 정부의 사회주의 경제는 헝가리 국민의 1인당 소득을 증가시켰으나, 헝가리의 산업화에 대한 강제적 재정 기여로 인해 생활 수준은 하락했다. 이는 헝가리 노동자 개인의 가처분 소득을 감소시켰다. 이러한 열악한 경제는 자원 관리의 관료적 비효율성으로 인해 더욱 악화되었으며, 이는 공급 부족과 그에 따른 빵, 설탕, 밀가루, 고기 등의 배급제를 초래했다. 이러한 경제 상황의 순 결과는 1952년 헝가리 노동자들의 가처분 소득이 1938년의 3분의 2 수준이었다는 것이다.
사회주의 헝가리를 점령한 붉은 군대의 비용을 지불하는 것 외에도 헝가리인들은 소련, 체코슬로바키아, 그리고 유고슬라비아에 전쟁배상금 (3억 미국 달러)을 지불했다. 1946년, 헝가리 국립은행은 전쟁 배상금 비용이 헝가리 "연간 국민 소득의 19~22%에 달한다"고 보고했는데, 이는 전후 헝가리 펭괴의 감가상각으로 인한 초인플레이션으로 인해 가중되는 엄청난 국가적 지출이었다. 또한, 소련이 후원하는 경제상호원조회의 참여는 서방 국가들과의 직접 무역을 막았고, 헝가리 인민공화국이 마셜 플랜 (1948년)을 통한 미국의 재정 지원을 받는 것을 방해했다. 사회적으로 소련식 경제 정책의 강요와 전쟁 배상금 지불은 헝가리 국민을 분노하게 했으며, 긴축의 누적 효과는 외국 부채 상환이 헝가리 국민의 물질적 요구보다 우선시되면서 반소련 정치적 불만을 부추겼다.

### 국제적 사건

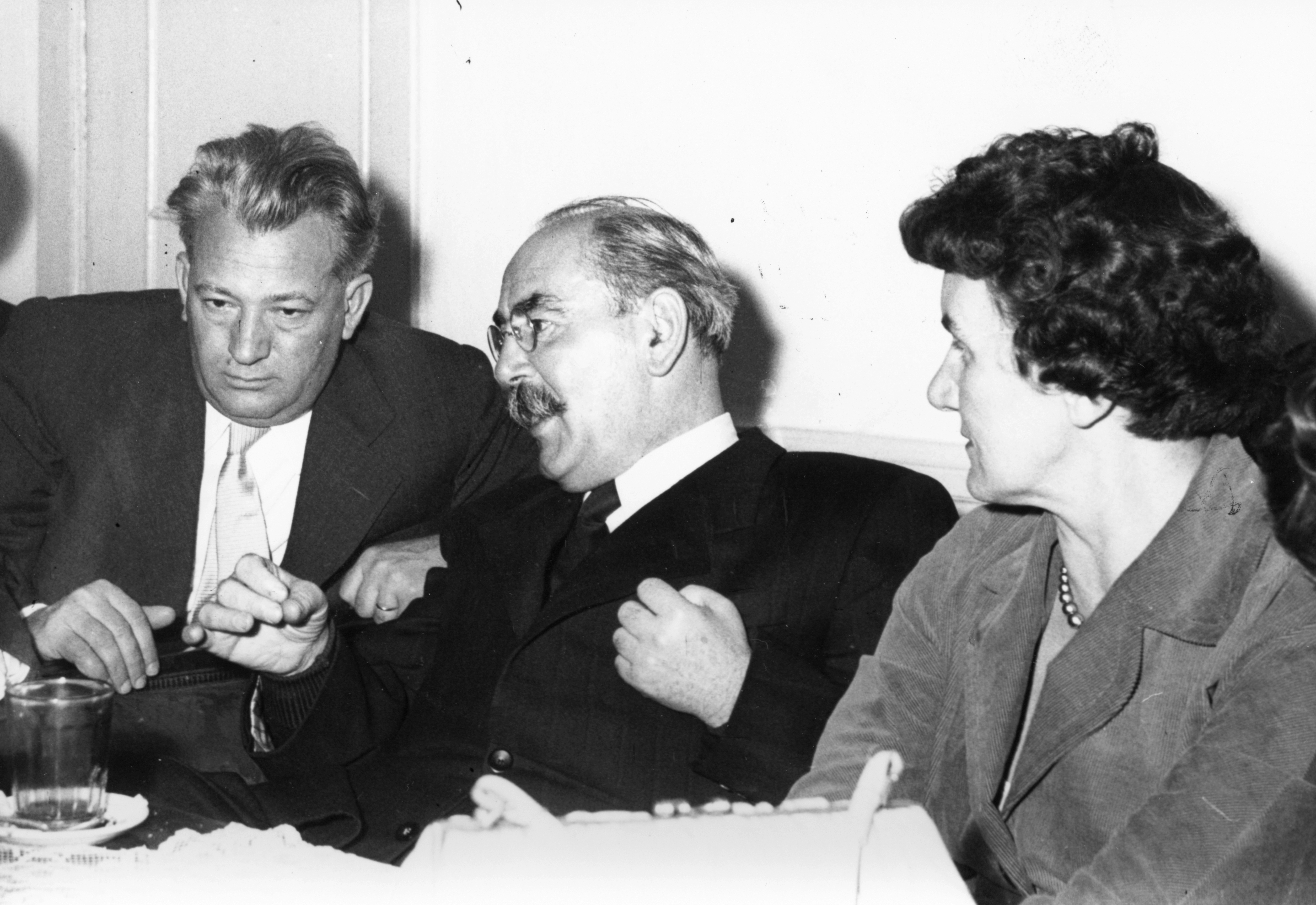
동구권에서 헝가리 총리 너지 임레 (중앙)는 헝가리의 사회주의 노선을 추구하는 정부가 너무 진보적인 공산주의자로 판명되어 소련의 궤도를 너무 벗어났다 (1956년 10월).

#### 스탈린 격하 운동
1953년 3월 5일 스탈린의 죽음은 소련 공산당이 소련의 스탈린 격하 운동을 진행하도록 허용했고, 이는 이후 대부분의 유럽 공산당과 바르샤바 조약국 공산당이 마르크스주의 철학과 모스크바의 명령 구조 내에서 개혁파를 발전시킬 수 있도록 하는 상대적인 정치적 자유화를 허용했다. 이에 따라 개혁주의 공산주의자 너지 임레가 헝가리 인민공화국의 총리(1953-55)가 되었고, 강력한 공산주의 정부 스타일이 헝가리 내 소련의 이익에 역효과를 낸 스탈린주의자 라코시 마차시 (1946-56)를 대체했다.
라코시는 헝가리 총리가 아니었음에도 불구하고 헝가리 공산당의 총비서로서 정치적 영향력을 유지했으며, 이로 인해 너지 정부의 많은 정치적, 사회경제적 개혁을 약화시켰다. 1955년 4월 18일까지 라코시는 너지를 너무나도 불신하게 만들어서 소련은 너지를 사회주의 헝가리의 국가원수 자리에서 해임했다. 3개월간의 음모와 공모 끝에 라코시와 헝가리 공산당은 너지 임레를 정치적 무명인으로 전락시켰다. 4월 14일, 임레 너지 총리는 헝가리 공산당 직책과 기능을 박탈당했고, 4월 18일에는 총리직에서도 해임되었다. 1955년 1월부터 소련의 정치적 비호를 받지 못했음에도 불구하고, 너지는 필요한 공산주의적 참회인 '자기비판'을 거부했고, 헝가리 총리직 사임을 거부했다.
1956년 2월, 소련 공산당 제1서기 니키타 흐루쇼프는 개인숭배와 그 결과들에 대하여라는 연설로 소련의 스탈린 격하 운동을 시작했는데, 이 연설은 스탈린과 그의 측근들이 러시아 국내외에서 저지른 권력 남용을 열거하고 비난했다. 따라서 헝가리 인민공화국의 스탈린 격하 운동은 라코시의 헝가리 공산당 총비서 해임과 1956년 7월 18일 제뢰 에르뇌로의 교체를 특징으로 했다.
서방의 관점에서 보면, 서유럽 국가들은 중앙정보국의 선전 라디오 네트워크인 자유유럽방송과 협력하여 동유럽 국가들에게 개인 숭배와 그 결과에 대한 연설을 방송했는데, 이는 소련 공산당 서기장 흐루쇼프의 반스탈린주의 연설이 바르샤바 조약국들의 국내 정치 불안정화에 실질적으로 기여할 것이라고 기대했기 때문이었다.

#### 바르샤바 조약기구 설립
1955년 5월 14일, 소련은 우호, 협력 및 상호 원조 조약을 통해 헝가리 인민공화국을 포함한 동구권 7개국과 바르샤바 조약 기구를 설립했다. 바르샤바 조약 국방 조약의 지정학적 원칙에는 "회원국들의 독립과 주권 존중" 및 "내정 불간섭"이 포함되었다. 그리고 1955년 5월 15일, 소련이 바르샤바 조약 기구를 설립한 다음 날, 오스트리아 국가 조약은 오스트리아를 미국과 소련 간의 지정학적 냉전에서 중립국으로 확립했다. 오스트리아의 지정학적 중립 선언은 너지 총리 정부가 "오스트리아 모델에 따라 헝가리가 중립 지위를 채택할 가능성"을 공개적으로 고려할 수 있도록 허용했다.
1956년 6월, 폴란드 육군은 폴란드 인민공화국의 경제 정책에 반대하는 포즈난 노동자 봉기를 폭력적으로 진압했다. 10월, 폴란드 정부는 정치적 재활을 거친 개혁 공산주의자 브와디스와프 고무우카를 폴란드 통일노동자당 제1서기로 임명하여 소련과의 관계를 처리하게 했으며, 1956년 10월 19일까지 고무우카는 폴란드 내 소련군 병력 감축 및 무역 협상 확대를 성공적으로 이끌어냈다. 폴란드의 10월로 알려진 소련의 폴란드에 대한 양보는 헝가리인들에게 헝가리 인민공화국에 대해서도 유사한 양보를 요구하도록 고무시켰으며, 이는 1956년 10월 헝가리인들의 매우 이상주의적인 정치에 크게 기여했다.

## 봉기와 혁명

### 정치적 불만
1956년 10월 13일, 세게드 대학 교수진 학생 12명이 카드를 치며 공식 공산주의 학생 연합인 DISZ를 무시하고 스탈린주의 라코시 정부에 의해 금지되었던 민주 학생 연합 MEFESZ (헝가리 대학 및 아카데미 학생 연합)를 재설립하기 위해 모였다. MEFESZ 학생들은 1956년 10월 16일 회의 시간과 장소를 교수진과 학생들에게 알리기 위해 강의실에 손글씨로 쓴 쪽지를 배포했다. 한 법학과 교수가 MEFESZ 학생 연합을 공식적으로 재건하는 위원회의 의장을 맡았고, MEFESZ에 대한 10가지 요구 사항과 자유 선거 및 헝가리에서 소련군 철수 등 10가지 반소련 요구 사항을 담은 20개 요구 선언문을 발표하고 공표했다. 며칠 후, 페치, 미슈콜츠, 쇼프론의 대학생들도 이를 따랐다.
10월 22일, 부다페스트 기술경제대학교에서 12명 중 한 명이었던 법학도 학생이 MEFESZ 총학생회가 다시 정치적으로 활동하고 있다고 발표한 후, 소련의 헝가리 지정학적 헤게모니에 반대하는 16가지 정치, 경제 및 이념적 요구를 선포했다. 헝가리 작가 연합은 1848년 헝가리 혁명의 영웅이기도 한 폴란드 영웅 유제프 자하리아스 벰 장군 동상에 헌화하며 폴란드의 반공산주의 개혁가들과 헝가리의 반소련 정치적 연대를 의례적으로 선언했다. 마찬가지로 MEFESZ 총학생회도 폴란드인들과 헝가리인의 정치적 연대를 보여주는 시위를 열었다.

### 총격 시작
1956년 10월 23일 오후, 약 2만 명의 시위대가 폴란드와 헝가리의 국가 영웅인 유제프 벰 장군 동상 옆에 모였다. 모여든 시위대에게 작가 연합 (Írószövetség) 회장인 페테르 베레스 지식인이 모든 외세로부터의 헝가리 독립, 토지 개혁과 (공공) 국유재산을 기반으로 한 민주사회주의 정치 체제, 유엔 가입, 그리고 헝가리 시민을 위한 모든 인권 및 자유를 요구하는 선언문을 낭독했다. 베레스가 헝가리 주권을 요구하는 선언문을 선포한 후, 군중은 소련이 통제하는 헝가리 라코시 정부가 공개 공연을 금지했던 헝가리 애국 시 국민가 (Nemzeti dal)를 합창했다. 군중은 "이것을 맹세하노라, 이것을 맹세하노라, 우리는 더 이상 노예가 되지 않으리라."라는 후렴구를 반복적으로 외쳤다.틀:Page range too broad

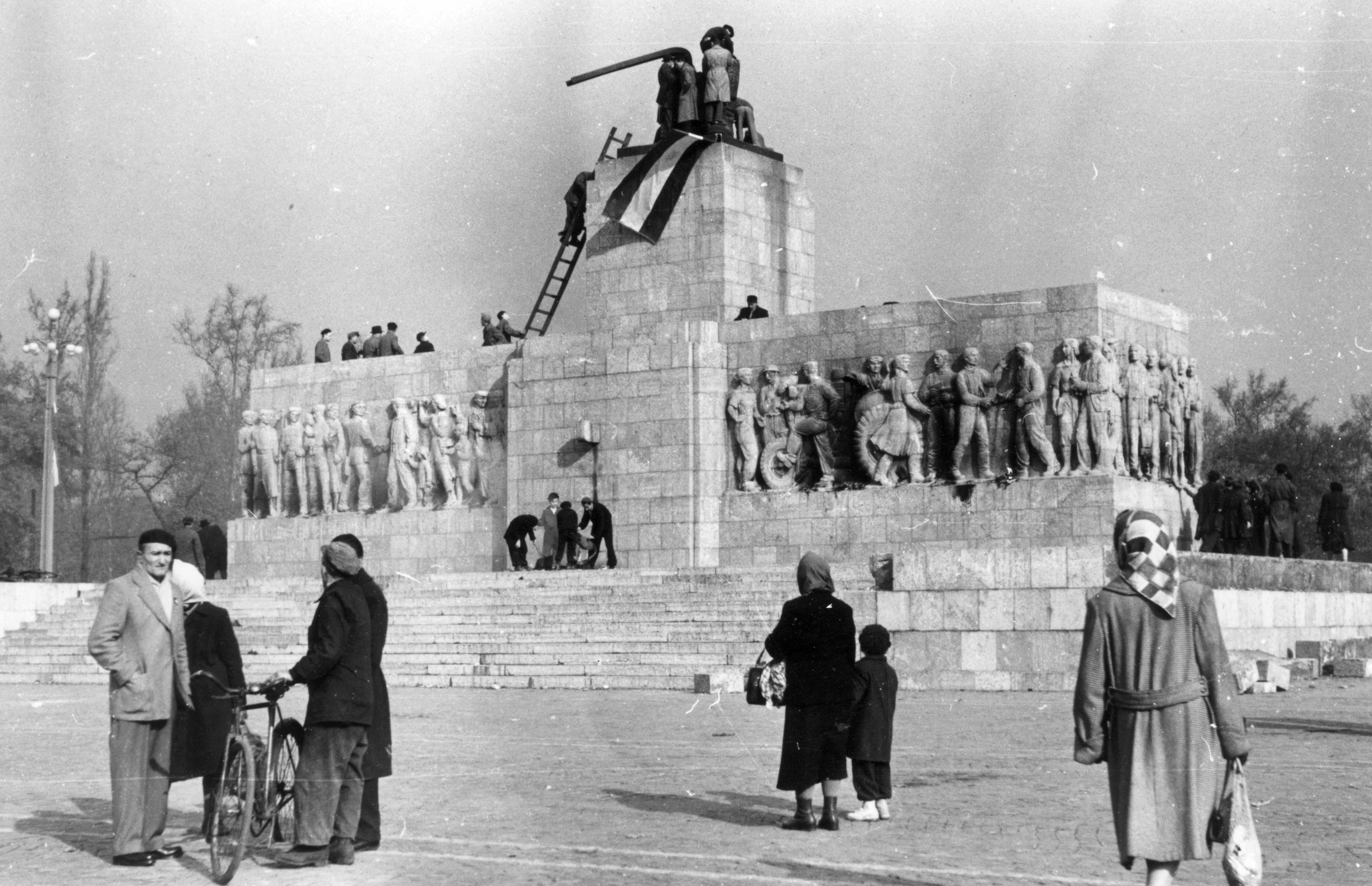
부다페스트에서 반공산주의자와 민족주의자들이 해체된 이오시프 스탈린 동상 위에 헝가리 국기를 게양하고 있다.

20시, 헝가리 노동인민당 제1비서인 제뢰 에르뇌는 지식인과 대학생들의 정치적 요구를 비난하는 강경 연설을 방송했다. 제뢰의 거부에 분노한 일부 시위대는 그들의 요구 중 하나를 실현했고, 1951년에 철거된 교회 자리에 세워졌던 부다페스트의 스탈린 기념비를 파괴했다. 그리고 21시 30분까지 — 한 시간 반 만에 — 민족주의자이자 반공산주의 시위대들은 8미터 높이의 이오시프 스탈린 동상을 파괴했다.
또한 20시, 민족주의 및 반공산주의 시위대들이 국가보안국 비밀경찰이 경비하는 마자르 라디오 건물 밖에 모였다. 시위대가 방송국 건물에 들어가 자신들의 정치적 요구를 전국에 방송하려던 학생 대표단이 체포 및 구금되었다는 소문을 듣자마자 양측 간에 폭력이 발생했다. 시위대가 국가보안국이 반소련 메시지를 방송하러 보낸 동지 대표단을 살해했다는 소문을 듣고 상황은 더욱 악화되었다. 이에 대응하여 국가보안국은 건물 창문에서 최루탄 수류탄을 던지고 마자르 라디오 건물 밖에 모인 수많은 반공산주의 및 민족주의 시위대에게 총격을 가했고, 곧 보급 및 증원이 필요해졌다.
헝가리인들의 반정부 시위를 진압하는 과정에서 ÁVH는 구급차에 무기와 탄약을 몰래 넣어 마자르 라디오 건물로 배달하려 했으나, 시위대들은 구급차를 탈취하여 무기를 자신들이 사용했다. 헝가리군은 ÁVH 경찰을 지원하기 위해 병력을 마자르 라디오 건물로 보냈으나, 일부 병사들은 모자에서 붉은 별 휘장을 떼어내고 반정부 시위대에 합류했다.틀:Page range too broad ÁVH 경찰은 총기와 최루탄을 사용했으며, 시위대들은 경찰차에 불을 지르고 군대와 경찰로부터 탈취한 무기를 배포했으며, 헝가리에서 러시아 공산주의의 상징물을 파괴하여 반소련 정치 성향을 행동으로 보여주었다.

### 공산주의 정부 전복
10월 23일, 제뢰는 헝가리 인민공화국의 국가 안보를 위협하는 "점점 더 커지고 전례 없는 규모에 도달하는 시위"를 진압하기 위해 소련의 군사 개입을 요청했다. 이를 위해 소련은 이미 헝가리 침공 및 점령과 헝가리 사회의 정치적 숙청을 계획하고 있었다. 1956년 10월 24일 02:00, 소련 국방장관 게오르기 주코프는 바르샤바 조약 기구 국가의 수도인 부다페스트를 점령하도록 붉은 군대에 명령했다.

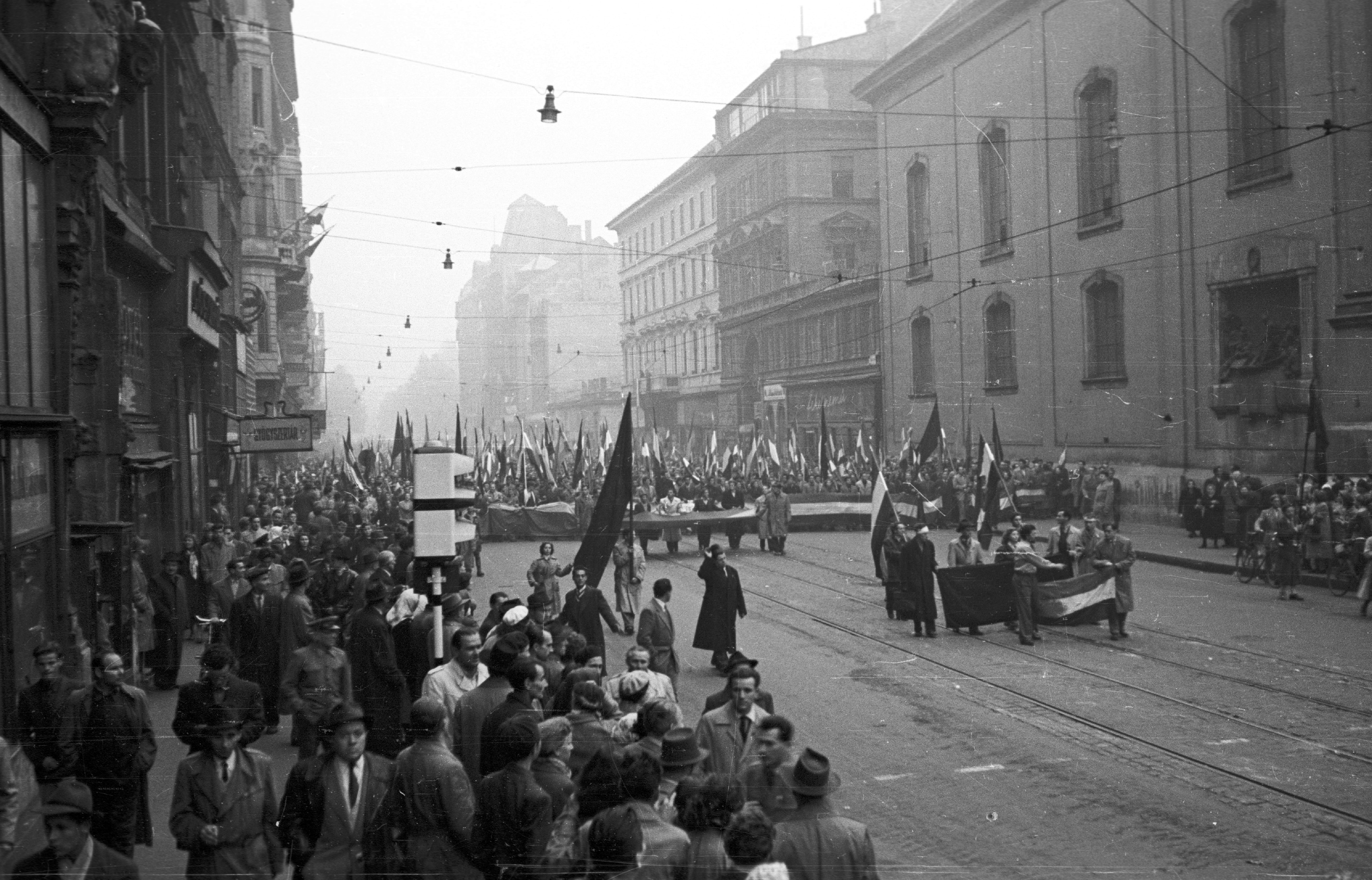
코수트 라요시 거리에서 페렌치엑 광장 쪽을 바라본 모습: 반소련 시위자들이 소련의 헝가리 지배에 항의하며 행진하고 있다, 1956년 10월 25일.

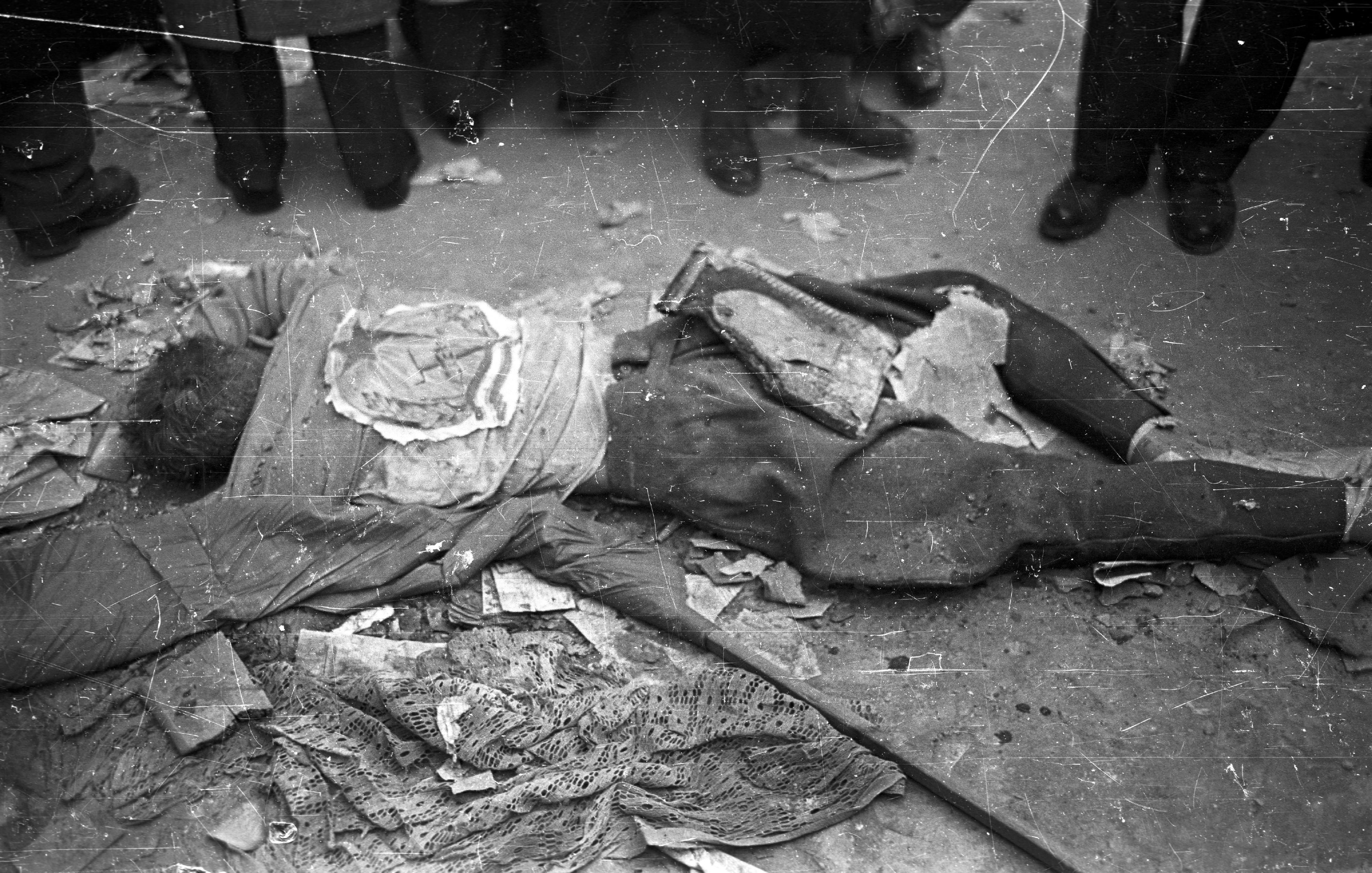
부다페스트 공화국 광장에 있는 헝가리 공산당 본부 방어 중 사망한 공산당 간부의 시신.

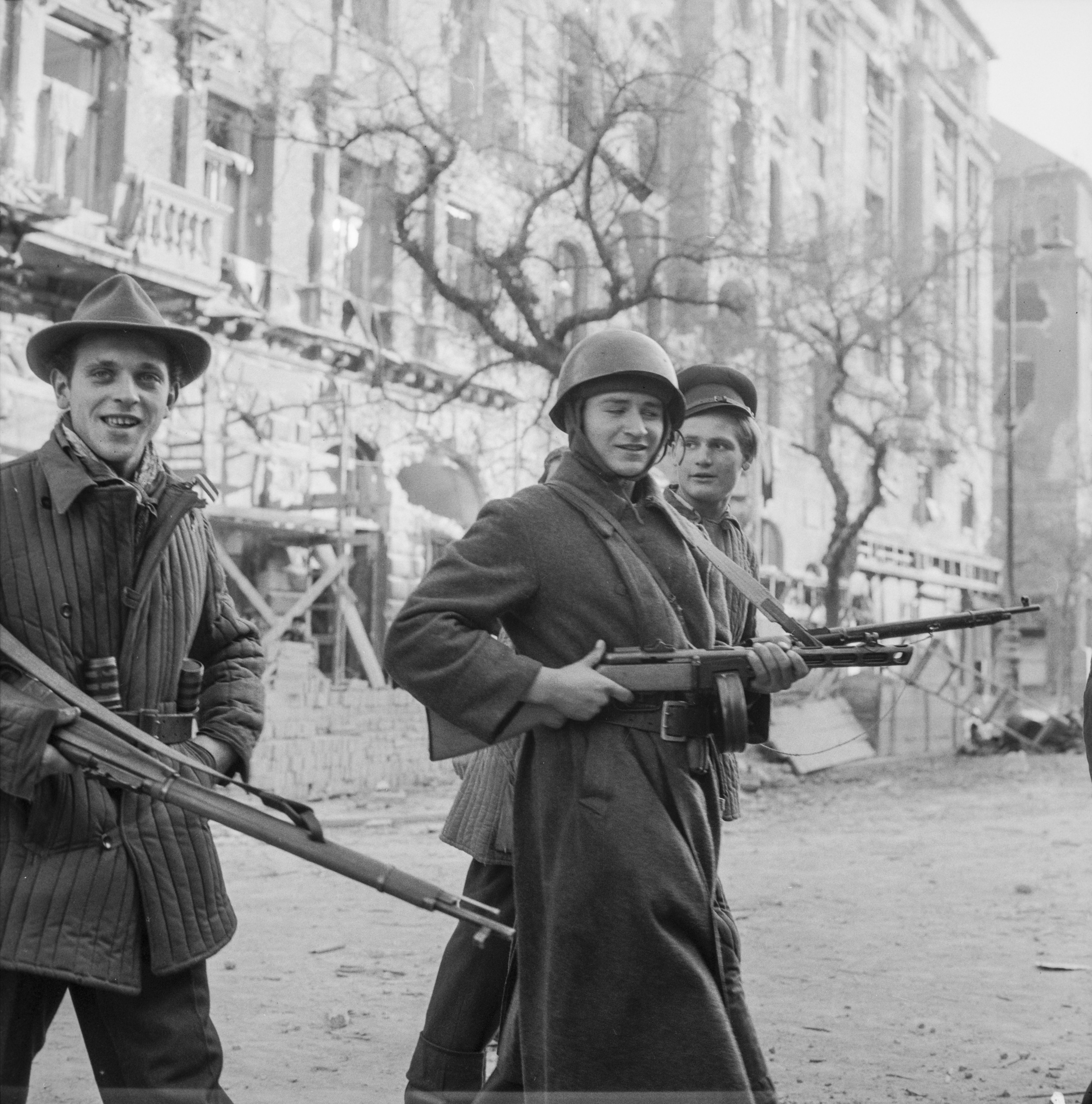
1956년 11월, 부다페스트의 파괴된 건물들 사이에서 반공산주의 헝가리 혁명군.

10월 24일 12시까지 붉은 군대 전차들은 국회 의사당 밖에 주둔했고, 붉은 군대 병사들은 부다페스트 접근을 통제하는 다리와 교차로를 점령했으며, 헝가리 혁명군들은 붉은 군대로부터 도시를 방어하기 위해 거리에 바리케이드를 쳤다. 그 날, 너지 임레는 헤게뒤시 언드라시를 대신하여 총리가 되었다. 국영 라디오 방송에서 너지는 붉은 군대와 헝가리 혁명군 간의 휴전을 요청하고, 1953년에 결정된 지연된 정치 개혁을 시작하기로 동의했다. 너지의 간청에도 불구하고 부다페스트의 혁명가 집단은 스스로 무장하고 붉은 군대와 계속 싸웠다.
공산주의 신문인 자유인민 사무실에서 ÁVH 경비원들은 비무장 시위대에게 총격을 가했다. 이에 반공주의자들은 신문 건물에서 ÁVH 경찰을 공격하고 몰아냈다. 헝가리 혁명가들은 ÁVH 경찰에게 복수했다. 10월 25일, 헝가리 국회의사당 앞 코수트 광장에 여성, 어린이, 노인을 포함한 민간인 시위대들이 모였다. 대부분은 아스토리아 밖 대규모 시위에서 왔으며, 시위대들이 올라타고 승무원들과 친교를 맺었던 세 대의 소련 전차를 동반했다. 동시에 소련 공산당 (CPSU)의 두 대표인 정치국원 아나스타스 미코얀과 미하일 수슬로프, 그리고 KGB 의장 이반 세로프와 헝가리 주둔 소련군 사령관 미하일 말리닌을 태운 소련 전차 한 대가 아카데미아 거리에 있는 헝가리 노동자당 (MDP) 본부로 향하고 있었는데, 그들은 10:00에 시작될 중앙집행위원회 (CEC) 회의에 참석할 예정이었다. 소련 대표단의 압력으로 CEC는 제뢰 에르뇌를 당 지도자 자리에서 해임하고 그 자리에 카다르 야노시를 선출했다. 한편, 코수트 광장에서 시위하는 군중은 국회에 자신들의 요구 사항을 전달하기 위해 대표단을 선출했지만, 정부 경비원과 국방부 장갑 연대 한 개 중대, 그리고 국회 앞에 일렬로 늘어선 일곱 대의 소련 T-54 전차의 지원을 받아 시위대들을 건물에서 떨어뜨려 놓았다. 아스토리아에서의 사건이 반복되었는데, 시위대들은 소련 병사들과 친구가 되려 하고, 양국어 전단지를 나눠주며, 일부는 경비 전차 위에 올라갔다. 11:00가 조금 지난 시각, 세로프 장군은 몇몇 소련군 및 헝가리군 장교와 전차 한 대를 대동하고 코수트 광장 상황을 점검하기로 결정했다. 몇몇 소련 병사들이 시위대들과 친교를 맺는 것을 보고, 세로프는 경고 사격을 명령했고, 이는 광장에 대규모 패닉을 일으켰다. 이어진 혼란 속에서 국회 건물 앞에 줄지어 있던 소련 전차들은 광장 반대편 건물들을 조준하여 발포했다. 근처 거리에서 오는 또 다른 소련 전차는 은폐하려던 시위대들에게 조준 사격을 가했다. 이 행동으로 가장 많은 생명이 희생되었다. 사망자 수는 아직 논란 중이며, 75명에서 1000명까지 추정된다.
혁명 당시 이미 나타났지만 아직 입증되지 않은 다른 사건 버전에 따르면, ÁVH 경찰 및 공산주의 파르티잔이 농업부 건물 옥상에서 모여든 시위대에게 발포했다. 전쟁의 안개 속에서 일부 붉은 군대 병사들은 자신들이 표적이라고 착각하여 옥상으로 오발 사격을 가했다.틀:Page range too broad 헝가리 혁명군들은 ÁVH 경찰에게서 탈취한 무기와 소련의 헝가리 지배에 대항하는 헝가리 혁명을 위해 헝가리 인민군을 탈영한 반공산주의 병사들이 기부한 무기로 무장했다. 국회 의사당 밖 군중 속에서 무장한 혁명군들은 옥상에 있는 ÁVH 경찰에게 총격을 가했다.틀:Page range too broad
한편, 민족주의적이고 반공산주의적인 충성심은 공산주의 정부가 소련의 헝가리 통제에 반대하는 대중 시위를 군사적으로 진압하라는 명령에 대응하여 헝가리군 지휘 체계를 분열시켰다. 부다페스트와 시골 지역의 헝가리군 부대들은 혁명에 개입하지 않았는데, 이는 지역 사령관들이 혁명가들을 진압하는 것을 피하기 위해 정치에 관여하지 않았기 때문이었다. 10월 24-29일 기간 동안 헝가리군이 50개 지역에서 민족주의 및 반공산주의 혁명군과 71차례 교전을 벌인 후 질서가 회복되었다. 10월 26일, 케치케메트 시의 국가 안보국 및 지역 감옥 밖에서 라요시 죄르쾨 소장이 이끄는 헝가리 육군 제3군단은 7명의 반공산주의 시위대에게 총격을 가하고 반소련 시위 조직자들을 체포했다. 죄르쾨의 명령에 따라 헝가리 공군은 여러 도시에서 시위대에게 기관포를 발사했으며 (참조: hu:Tiszakécskei sortűz), 이는 "반혁명"이 진압된 후 야노시 카다르에게서 "당 조직의 요청에 따라 다뉴브-티서 강 간지를 6번이나 휩쓸며 모든 것을 박살낸 유일한 사단장"이라는 칭찬을 받았다.

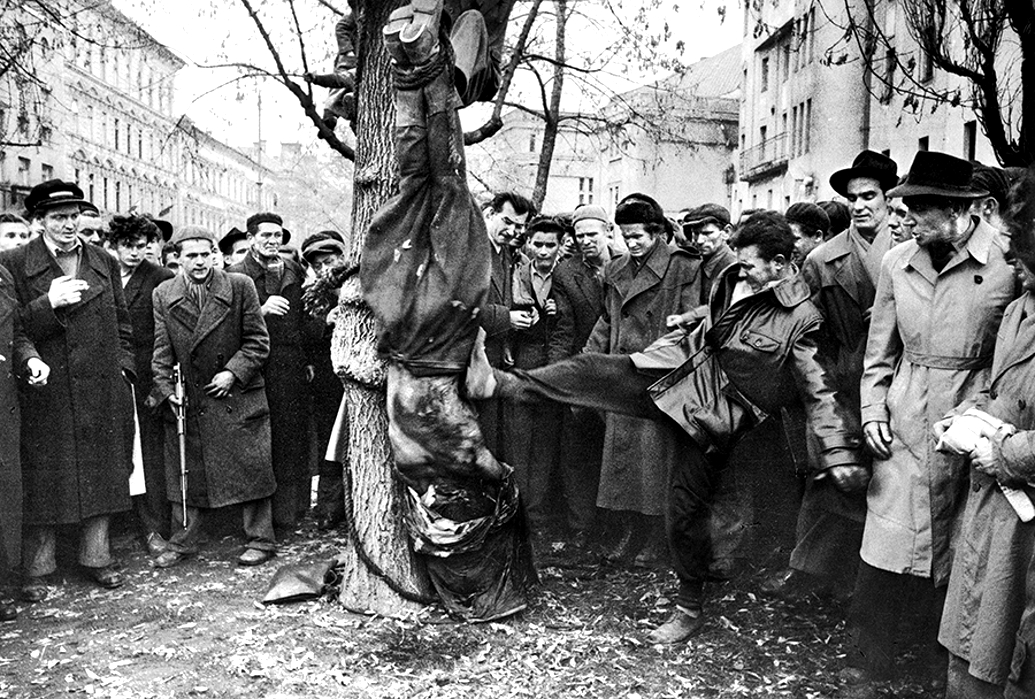
사살된 국가보안국 요원의 시신을 걷어차는 시위대

헝가리 혁명가들이 부다페스트 거리에서 소형 무기와 화염병으로 붉은 군대 병사들과 전차와 싸우는 동안, 헝가리 전역에서는 혁명적인 노동자 평의회가 정부 권력을 장악하고 총파업을 선언하여 경제와 시민 사회의 기능을 마비시켰다. 헝가리에서 소련의 영향력과 통제를 제거하기 위해 혁명가들은 붉은 별과 붉은 군대 기념물과 같은 공산주의 상징물을 파괴하고 공산주의 문학을 불태웠다. 또한, 요제프 두다스가 이끄는 400명의 민병대와 같은 혁명 민병대들은 친소련 헝가리인들과 ÁVH 경찰을 공격하고 살해했다. 부다페스트에 주둔한 헝가리군 기갑 사단은 팔 말레테르의 지휘 아래 소련의 헝가리 통제에 대항하는 헝가리 혁명을 이끌었고, 혁명군과 휴전 협정을 협상했다. 그럼에도 불구하고 헝가리 혁명은 많은 공산주의 포로를 잡았으며, 이들은 즉결 처형되거나 인민의 적으로 분류되는 명단에 등록되었다.

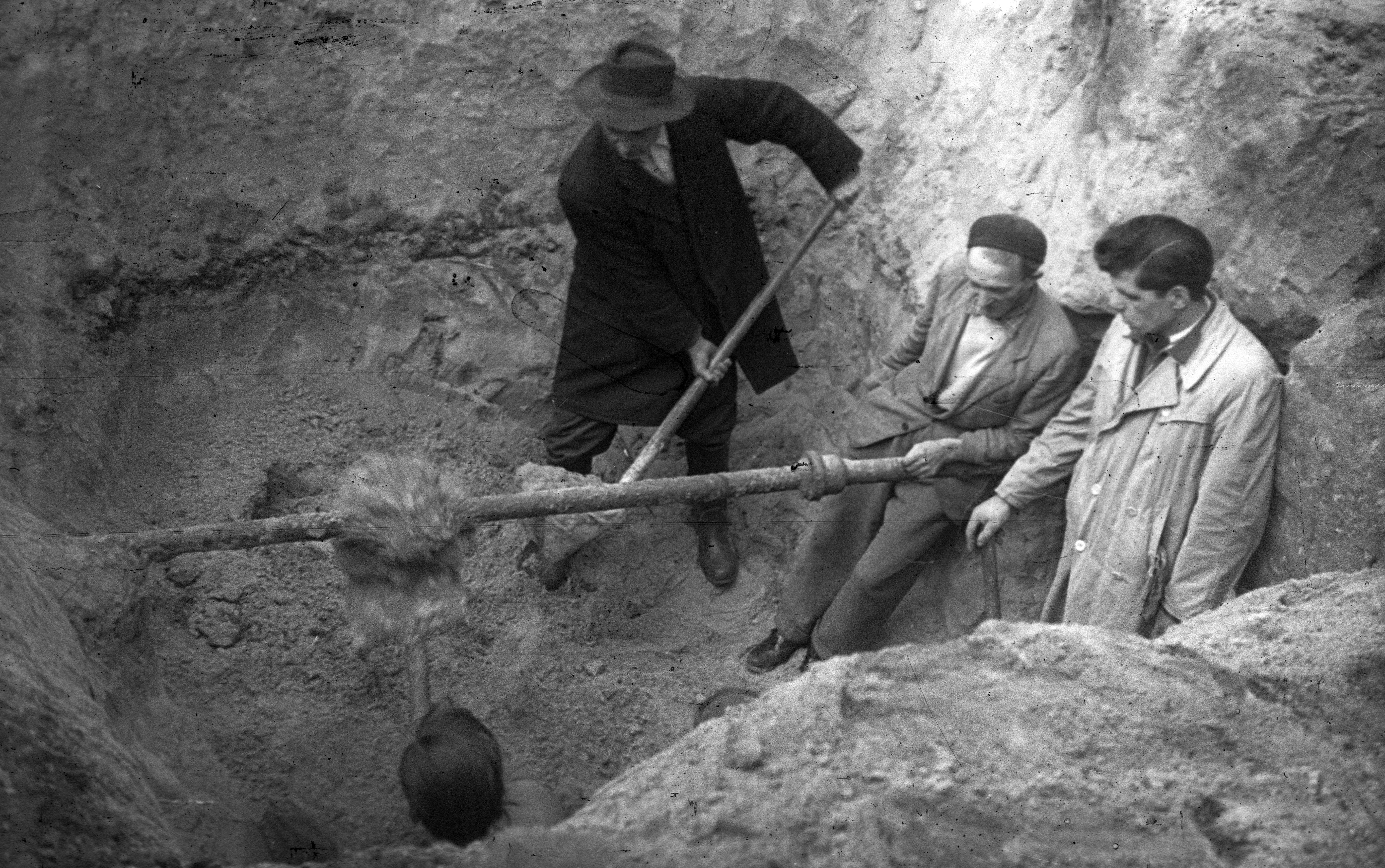
공화국 광장에서 스탈린주의 탄압의 집단 매장지와 지하 탈출 터널을 찾기 위해 파고 있는 것으로 의심되는 ÁVH 요원들

부다페스트의 체펠 지역에서는 250명의 공산주의자들이 체펠 철강 공장을 방어했고, 10월 27일 헝가리군이 체펠의 질서를 회복했다. 이틀 후인 10월 29일 헝가리군이 철수하자 헝가리 혁명가들이 체펠을 다시 점령했다. 부다페스트의 안잘폴드 지역에서는 공산주의자들과 350명의 무장 노동자, 380명의 공산주의 병사들이 랑 공장을 방어했다. 제2차 세계 대전의 반파시스트 헝가리 참전 용사들은 자유 인민 공산당 신문사 재탈환에 참여했다. 서르버시 마을에서는 무장 경비대가 헝가리 공산당과 헝가리 공산주의 정부를 방어했다. 결국 혁명가들의 의회 성공적인 공격으로 헝가리의 공산주의 정부는 붕괴되었고, 제뢰와 전 총리 헤게뒤시 언드라시는 소련으로 도피했다. 너지는 총리가 되었고, 카다르 야노시는 헝가리 공산당의 제1서기가 되었다.
너지 정부는 벨러 키랄리 장군을 정치범으로 풀어주어 헝가리에 충성하는 경찰, 군인, 혁명가들로 구성된 국가방위군을 통해 헝가리의 질서를 회복하게 했다. 1956년 10월 30일, 키랄리의 국가방위군은 헝가리 공산당 중앙위원회 건물을 공격하여 만난 친소련 헝가리 공산당 장교, ÁVH 경찰, 친소련 헝가리 군인을 모두 살해했다. 그리고 대부분의 붉은 군대 병력은 부다페스트에서 헝가리 시골 지역의 주둔지로 철수했다.

### 휴전
10월 28일부터 11월 4일 사이에 전투가 중단되었는데, 많은 헝가리인들은 소련군이 헝가리에서 철수하고 있다고 믿었기 때문이었다. 혁명 이후 공산주의 자료에 따르면, 이 기간 동안 약 213명의 헝가리 노동인민당원이 처형되었다.

#### 신정부

정치 전단지: "새 정부가 구성되었습니다. 너지 임레 총리가 정부 수반입니다." 1956년 10월 27일.

새 너지 정부는 헝가리 혁명이 부다페스트 거리에서 헝가리 전역으로 확산되는 속도와 그에 따른 옛 제뢰-헤게뒤시 공산주의 정부의 붕괴에 놀랐다. 정부 수반으로서 너지는 모든 헝가리인에게 헝가리에 시민 질서를 회복하기 위해 정치적 인내심을 발휘해 줄 것을 요청했다. 헝가리인들 사이에서 정치적 신뢰를 가진 유일한 헝가리 공산주의 지도자로서, 너지 정부의 정치적 행동은 소련이 헝가리인들의 반소련 시위를 반공산주의 반혁명이 아닌 대중 봉기로 보게 했다. 1956년 10월 28일, 너지 정부는 민족주의자, 반공산주의자, 공산주의 헝가리인들 간의 휴전을 발표하고, 국가 위기를 해결하기 위해 너지가 다음을 수행할 것이라고 밝혔다.
- 반란을 반공산주의 반혁명이 아닌 "위대한, 국가적, 민주적 사건"으로 간주할 것
- 무조건적인 휴전을 실행하고 혁명가들에게 정치적 사면을 부여할 것
- 혁명가들과 협상할 것
- ÁVH 보안 경찰 해체
- 헝가리 국가방위대 설립
- 부다페스트와 헝가리에서 붉은 군대의 즉각적인 철수 조치

11월 1일, 너지 정부는 헝가리의 바르샤바 조약 탈퇴와 정치적으로 비동맹 국가로서 헝가리의 국제적 지위를 공식적으로 선언했다. 정부가 10일밖에 집권하지 못했기 때문에 정책을 상세히 설명하지는 않았지만, 당시 신문 사설들은 헝가리가 미소 냉전에 연루되지 않는 다당제 사회민주주의 국가가 되어야 한다고 강조했다. 약 8,000명의 정치범이 석방되었으며, 가장 눈에 띄는 인물은 호르티 미클로시 추기경이었다. 독립 소농당과 민족농민당 ("페퇴피당")과 같이 금지되었던 정당들이 연합에 다시 참여하기 위해 재등장했다.

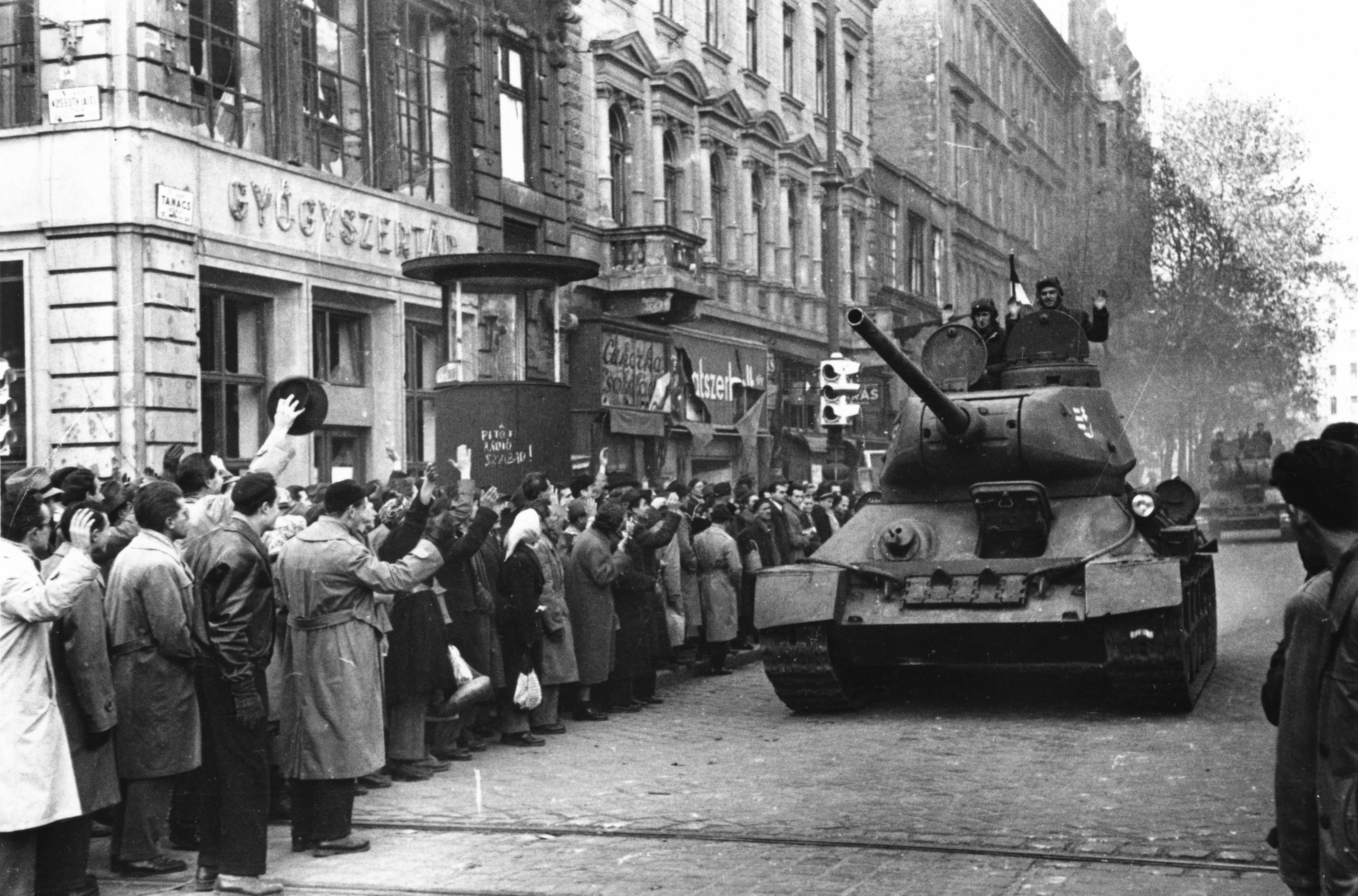
부다페스트에서 헝가리 군대를 환호하는 군중.

헝가리의 1,170개 지역사회에서 혁명 평의회가 지방 행정관을 해고한 경우가 348건, 혁명 평의회가 우두머리를 해고한 경우가 312건, 지역 주민들이 공산주의 행정 기록을 불태운 경우가 215건 있었다. 681개 지역사회에서는 반공주의자와 민족주의 헝가리인들이 붉은 별과 스탈린, 레닌 동상과 같은 소련의 패권 상징물을 훼손하고 파괴했으며, 393개 지역사회는 소련 전쟁 기념물을 훼손했고, 122개 지역사회는 마르크스, 레닌, 스탈린의 책을 불태웠다.
헝가리 전역에 지역 혁명 평의회가 형성되었으며, 부다페스트의 국립 정부의 개입 없이, 해체된 공산당으로부터 지방 정부의 다양한 책임을 맡았다. 10월 30일까지 평의회는 헝가리 노동인민당에 의해 공식적으로 승인되었고, 너지 정부는 "혁명 중에 형성된 자율적이고 민주적인 지역 기관"으로서 그들의 지지를 요청했다. 마찬가지로 산업 공장과 광산에도 노동자평의회가 설립되었고, 생산 표준과 같은 많은 불인기 규정들이 폐지되었다. 노동자 평의회는 엄격한 당 통제로부터 벗어나 사회주의 경제를 확립하면서 노동자들의 이익을 보호하기 위해 기업을 관리하려고 노력했다. 평의회에 의한 지역 통제가 항상 평화롭지는 않았다. 데브레첸, 죄르, 쇼프론, 모숀머저로바르 및 다른 도시들에서는 시위대들이 ÁVH의 총격을 받아 많은 생명을 잃었다. ÁVH는 종종 강제로 무장 해제되었으며, 많은 경우 지역 경찰의 도움을 받았다.
총 2,100여 개의 지역 혁명 및 노동 평의회가 있었으며, 28,000명 이상의 회원이 있었다. 평의회는 부다페스트에서 연합 회의를 열어 전국적인 파업을 중단하고 11월 5일에 업무를 재개하기로 결정했으며, 더 중요한 평의회들은 너지 정부에 대한 지지를 확고히 하기 위해 의회에 대표단을 파견했다.

#### 소련의 관점
1956년 10월 24일, 소련 공산당 정치국은 바르샤바 조약국, 특히 폴란드의 10월과 헝가리 봉기에서 발생한 정치적 봉기를 어떻게 해결할지 논의했다. 뱌체슬라프 몰로토프가 이끄는 소련 공산당의 강경파는 군사 개입에 찬성했지만, 흐루쇼프와 게오르기 주코프 원수는 헝가리 봉기에 대한 정치적 해결을 모색하며 반대했다. 부다페스트에서 소련 대표단은 모스크바에 헝가리 정치 상황이 봉기 당시 보고된 것보다 덜 대립적이라고 보고했다. 정치적 해결을 추구하면서 흐루쇼프는 제뢰의 10월 23일 소련 개입 요청이 헝가리 공산당이 헝가리 국민의 신뢰를 유지하고 있음을 나타낸다고 말했다. 왜냐하면 헝가리인들은 이데올로기가 아니라 해결되지 않은 사회경제적 문제에 항의하고 있었기 때문이었다. 한편, 서방에서는 동시에 진행되던 프랑스와 영국 제국의 수에즈 운하 강제 점령에 따른 수에즈 위기 (1956년 10월 29일 – 11월 7일)로 인해 서방이 소련의 제국주의를 비판할 정치적 가능성이 사라졌다. 10월 28일, 흐루쇼프는 헝가리에 대한 소련의 군사 개입이 앵글로-프랑스의 이집트 개입을 잘못 모방하는 것이 될 것이라고 말했다.
러시아에서는 1956년 10월 30일, 소련 공산당 중앙위원회 간부회가 새로운 헝가리 정부를 해임하지 않기로 결정했다. 주코프는 "우리는 부다페스트에서 군대를 철수해야 하고, 필요하다면 헝가리 전체에서도 철수해야 한다. 이는 군사-정치 분야에서 우리에게 교훈이다."라고 말했다. 간부회는 이어서 "소련 정부는 헝가리 인민공화국 정부 및 기타 바르샤바 조약국 회원국들과 헝가리 영토 내 소련군 주둔 문제에 대해 적절한 협상에 들어갈 준비가 되어 있다"고 명시한 '소련과 기타 사회주의 국가 간의 우호 및 협력 발전 및 추가 강화 원칙에 대한 소련 정부 선언'을 채택하고 발표했다.

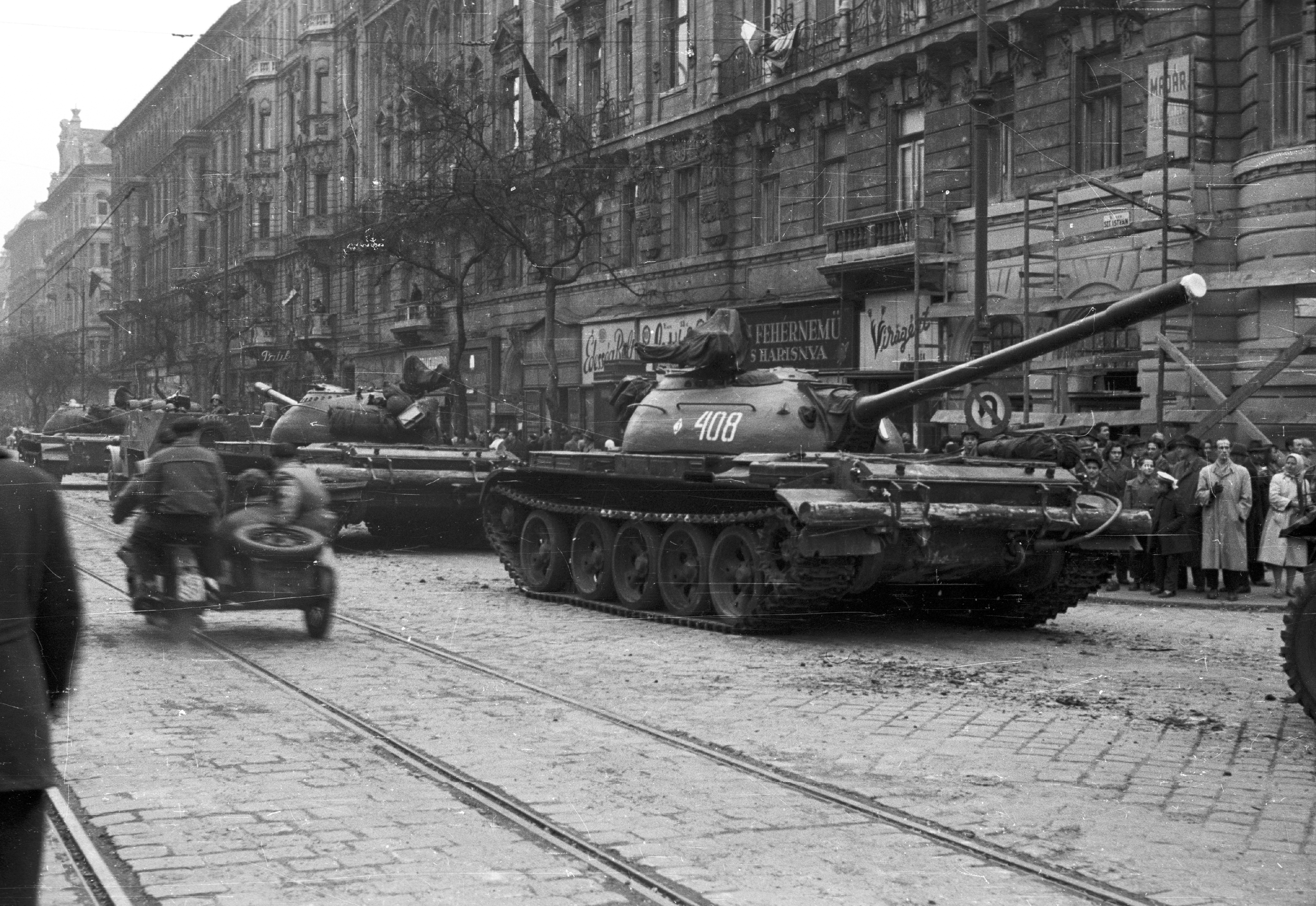
헝가리 혁명에 대한 소련의 진압은 1956년 10월 31일 붉은 군대가 임시 철수하기 전까지 T-54 전차들이 부다페스트 거리를 순찰하는 것을 보았다.

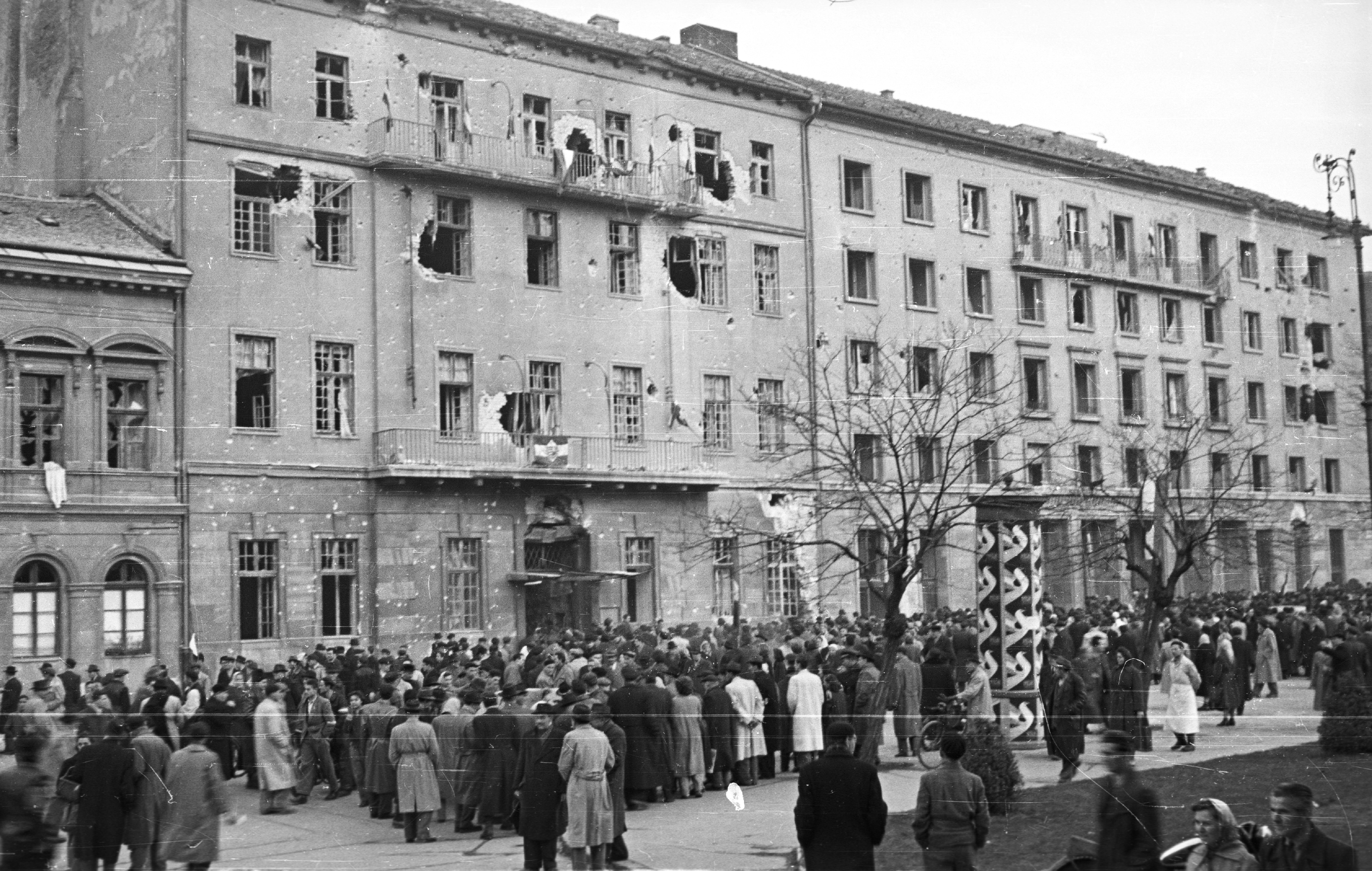
부다페스트 공화국 광장에 있는 헝가리 공산당 당사의 손상된 본부.

10월 30일 헝가리에서는 비밀 경찰이 반공산주의자들을 체포했다는 소문과 ÁVH가 모숀머저로바르 시에서 반공산주의 시위대에게 총격을 가했다는 소문이 나자, 무장 시위대들이 부다페스트 공화국 광장 (Köztársaság tér)에 있는 헝가리 노동인민당 본부를 경비하던 ÁVH 부대를 공격했다. 반공주의자들은 20명 이상의 ÁVH 장교와 ÁVH 징집병을 살해했고, 부다페스트 당 위원회 위원장 임레 메죄도 살해되었다. 몇 시간 안에 공화국 광장에서 일어난 헝가리 반공산주의 봉기의 뉴스 보도와 촬영 장면이 소련에서 방송되었고, 소련 공산당은 헝가리 봉기 공산주의 희생자들의 이미지를 선전했다. 헝가리 혁명 지도자들은 ÁVH 본부 공격을 비난하고 시위대에게 폭동을 중단하고 해산할 것을 요청했다.
10월 30일 부다페스트에서 아나스타스 미코얀과 미하일 수슬로프는 너지와 대화했고, 너지는 그들에게 헝가리의 지정학적 중립이 헝가리 인민공화국의 장기 정치 목표이며, 이를 소련 공산당 간부회와 논의하고 싶다고 말했다. 흐루쇼프는 소련의 헝가리 반공산주의 혁명 해결을 위한 지정학적 선택지를 고려했지만, 너지의 헝가리 중립 선언으로 인해 헝가리에 붉은 군대를 파견하기로 결정했다. 소련은 헝가리 인민공화국을 침공했다. 왜냐하면:
- 다당제, 의회 민주주의, 민주적 노동자 국가 평의회를 향한 동시적인 정치 운동은 헝가리와 폴란드에서 "자본주의 국가로 이어질" 수 있었으며, 각 운동은 동유럽 공산당의 권위에 도전했다.[105][106]
- 소련 공산당 내 군부 인사들은 소련이 헝가리에 개입하지 않는 것을 이해하지 못할 것이었다. 스탈린 격하 운동은 소련 공산당의 강경파들을 소외시켰고, 이들에게 반공산주의 시위는 동유럽에서 소련의 헤게모니를 위협하는 것이었다. 동독 노동자 봉기 (1953년 6월 17일)의 진압으로 84명의 시위대가 사망하고 700명의 반공산주의 정치범이 발생했으며, 이로 인해 독일 민주 공화국에는 새로운 공산주의 정부가 필요했다.[107] 포즈난 노동자 시위 (1956년 6월)의 진압으로 57~78명의 반공산주의 시위대가 사망했으며, 이는 모스크바의 명령에 덜 의존하는 폴란드 공산주의 정부를 세운 폴란드의 10월 운동을 야기했다.[108][109][110]
- 헝가리의 지정학적 중립과 바르샤바 조약 탈퇴는 소련이 침략으로부터 스스로를 보호하는 위성국들의 완충 지대를 침범하는 것이었다.[111]

헝가리 인민공화국에서 반공산주의 무장세력은 "당은 관료적 독재의 화신"이며 "사회주의는 직접 민주주의의 기반 위에서만 발전할 수 있다"고 결론 내렸다. 반공주의자들에게 헝가리 노동자들의 투쟁은 "직접 민주주의의 원칙을 위한 것"이었고 "모든 권력은 헝가리 노동자 위원회로 이양되어야 한다"는 것이었다. 이에 대응하여 간부회는 사실상 휴전을 깨고 헝가리 혁명을 진압했다. 소련의 계획은 카다르 야노시가 이끄는 "임시 혁명 정부"를 선포하고, 헝가리의 질서를 회복하기 위해 소련의 지원을 요청하는 것이었다. 카다르는 11월 초 모스크바에 있었고, 너지 정부의 일원임에도 불구하고 소련 대사관과 연락을 취하고 있었다. 소련은 지역 분쟁을 유발할 수 있는 오해를 피하기 위해 동유럽의 다른 공산주의 정부와 중화인민공화국에 외교 대표단을 파견하고, 헝가리에 대한 두 번째 소련 개입을 설명하는 선전을 방송했다. 소련 외교관들은 너지 정부와 헝가리에서 붉은 군대 철수에 대한 대화를 시작하여 자신들의 의도를 숨겼다.
또한 마오쩌둥은 흐루쇼프의 헝가리 봉기 진압 결정에 영향을 미쳤다. 중국공산당 부주석 류사오치는 흐루쇼프에게 헝가리 혁명을 군사적으로 진압하도록 압력을 가했다. 중소 관계가 불안정했지만, 마오의 의견은 소련 공산당 간부회 구성원들 사이에서 큰 비중을 차지했다. 처음에는 마오가 두 번째 개입에 반대했고, 이는 간부회가 헝가리 개입에 반대하기로 결정하기 전인 10월 30일에 흐루쇼프에게 전달되었다. 나중에 마오는 마음을 바꾸어 헝가리 개입을 지지했다.
1956년 11월 1일부터 3일까지 흐루쇼프는 소련의 바르샤바 조약 동맹국들에게 헝가리 혁명을 진압하기로 한 자신의 결정을 통보했다. 흐루쇼프는 벨라루스 브레스트에서 폴란드 공산주의 정치인 브와디스와프 고무우카를 만났고, 루마니아 부쿠레슈티에서 루마니아, 체코슬로바키아, 불가리아 지도자들과 대화했다. 마지막으로 흐루쇼프는 유고슬라비아로 가서 티토와 대화했으며, 티토는 흐루쇼프에게 뮌니흐 페렌츠 대신 카다르를 헝가리 인민공화국의 새로운 지도자로 임명하도록 설득했다. 소련이 헝가리 혁명을 진압한 지 두 달 후, 티토는 유고슬라비아 주재 소련 대사 니콜라이 피류빈에게 "[정치적] 반동이, 특히 크로아티아에서 고개를 들었으며, 그곳의 반동적 요소들은 노골적으로 유고슬라비아 보안 기관 직원들을 폭력으로 선동했다"고 말했다.

#### 폴란드의 반응

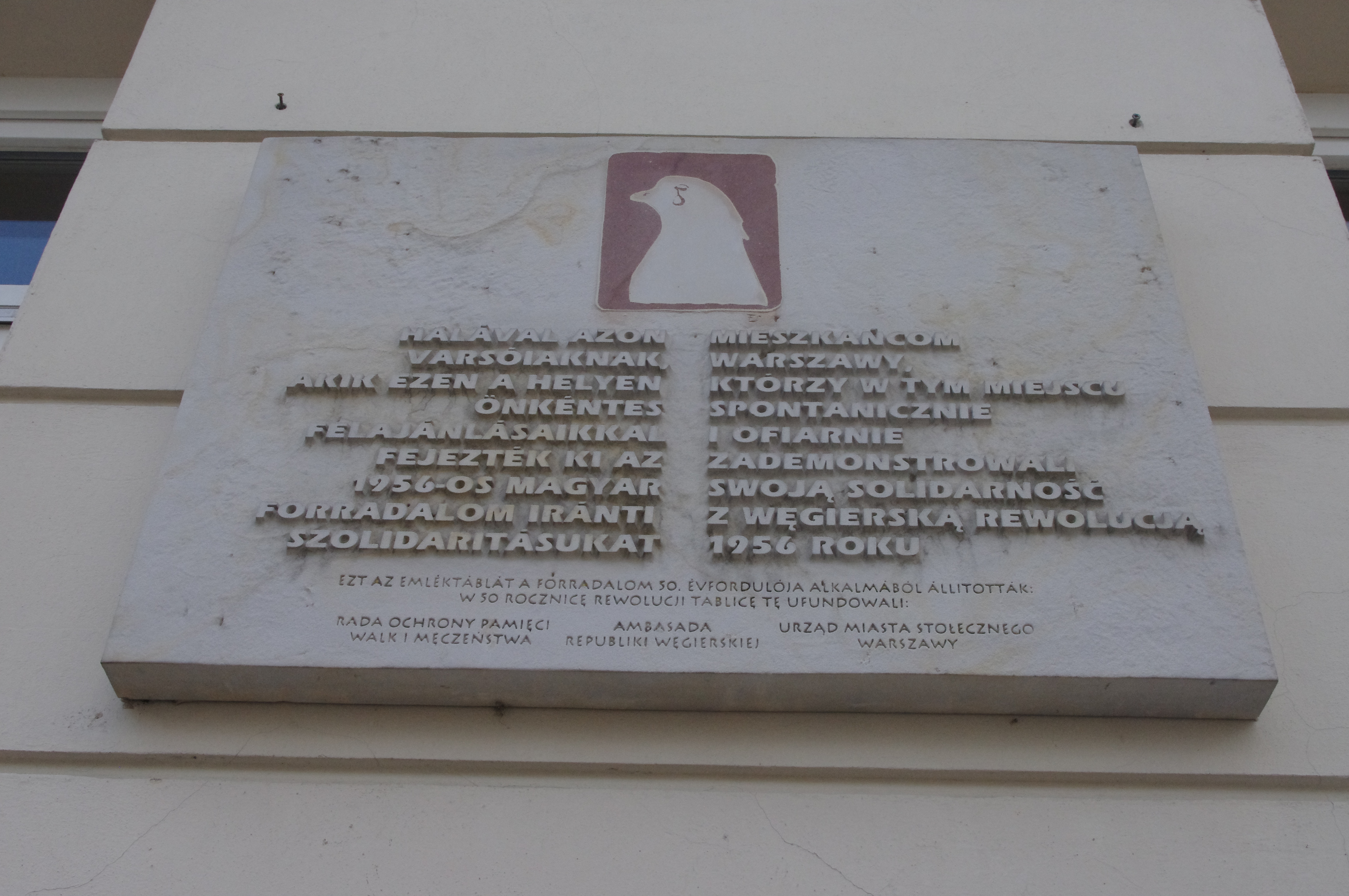
바르샤바 크라코프스키 프셰드미에시체 거리 5번지에 있는 1956년 헝가리 혁명 당시 폴란드-헝가리 연대를 기념하는 명판.

헝가리에서 일어난 사건들은 폴란드에서 자발적인 반응을 불러일으켰다. 많은 폴란드 도시와 마을에 헝가리 국기가 게양되었다. 소련 침공 이후, 일반 폴란드인들이 헝가리인들에게 제공한 도움은 상당한 규모를 띠었다. 폴란드 전역에 헝가리 주민들을 돕기 위한 시민 단체와 자발적인 구호 위원회들이 설립되었다. 예를 들어, 예술가 협회 사회 시민 위원회 (비드고슈치), 헝가리 구호 학생 위원회 (크라쿠프), 헝가리 친구 협회 (타르노프), 헝가리 구호 위원회 (루블린), 헝가리 구호 위원회 (츠우후프) 등이 있었다. 폴란드 적십자사가 조정한 공식적인 지원 외에도 한 대의 수송대가 파견되었는데, 크라쿠프의 학생 구호 위원회가 조직한 것이었다. 다른 이러한 시도들은 방해받았다.
11월 12일까지 폴란드 전역에서 11,000명 이상의 명예 헌혈자가 등록되었다. 폴란드 적십자사 통계에 따르면, 항공 운송 (항공기 15대)만으로도 44톤의 의약품, 혈액 및 기타 의료품이 헝가리로 전달되었다. 육상 및 철도 운송을 통해 보내진 지원은 훨씬 많았다. 폴란드의 지원은 1956년 달러 기준으로 약 200만 미국 달러 가치로 추정된다.

#### 국제적 관점

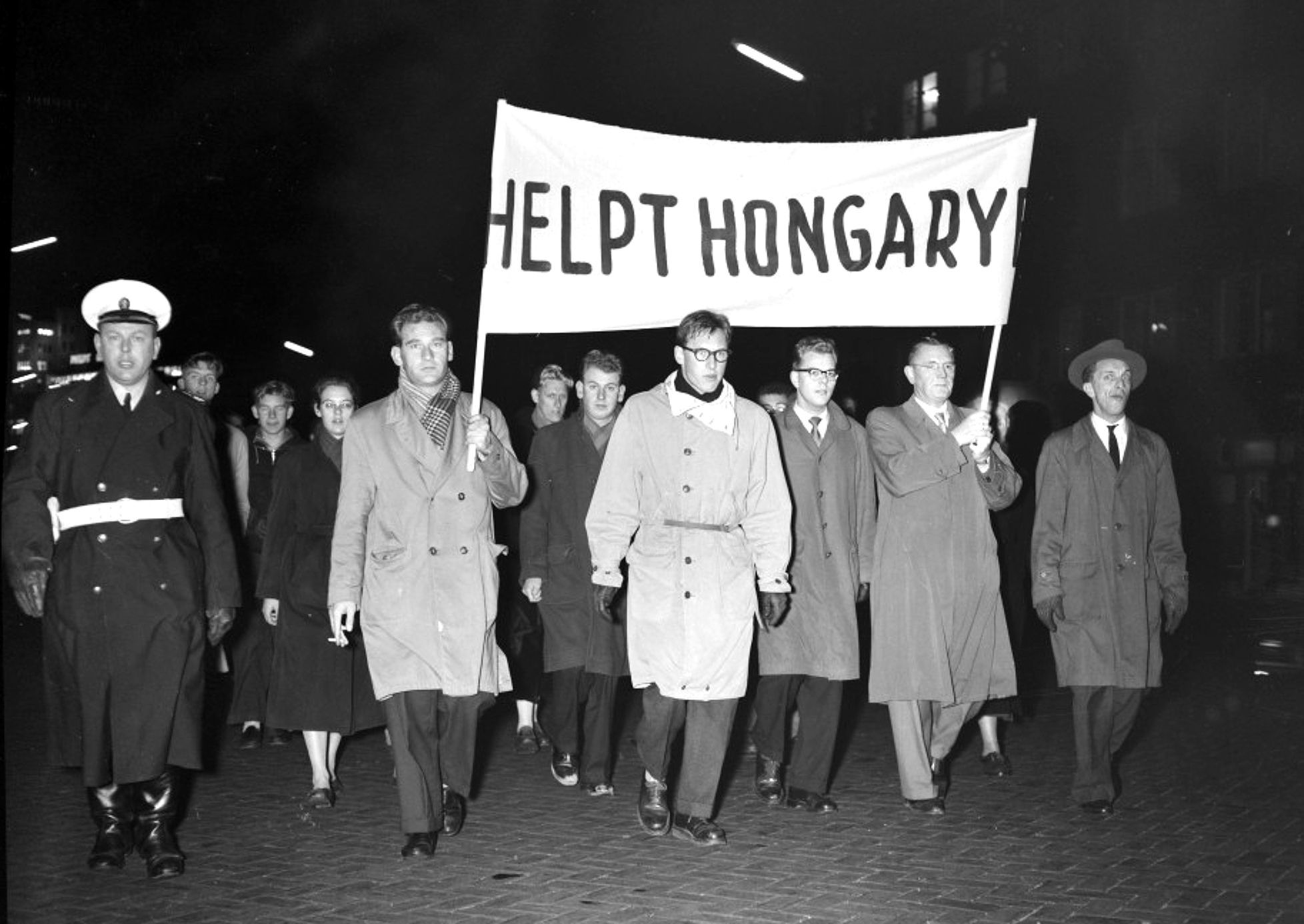
1956년 11월 5일, 네덜란드 에인트호번에서 헝가리 혁명을 지지하는 네덜란드 반공산주의자들의 행진

1956년 10월 24일, 존 포스터 덜레스 미국 국무장관 (재임 1953-1959년)은 유엔 안전 보장 이사회에 소련의 헝가리 인민공화국 침공 및 점령에 대해 논의할 것을 권고했으나 결정적인 결과는 없었다. 세브르 협정 (1956년 10월 22-24일)에도 불구하고 수에즈 위기는 서방이 소련의 제국주의를 비판하는 것을 막았다. 리처드 닉슨 미국 부통령은 "우리는 한편으로는 소련이 헝가리에 개입하는 것을 비난하고, 다른 한편으로는 영국과 프랑스가 나세르에 맞서 개입한 시점을 승인할 수 없었다"고 말했다. 공산주의와 동유럽 좌익 해방의 롤백에 대한 이전 요구에도 불구하고 덜레스는 소련에게 "우리는 이들 국가 [헝가리와 폴란드]를 잠재적인 군사 동맹국으로 보지 않는다"고 말했다.
1956년 11월 4일, 소련은 유엔 안전 보장 이사회의 소련의 헝가리 침공 비판 결의안에 거부권을 행사했다. 대신, 유엔 안전 보장 이사회 결의 제120호가 통과되어 총회에 이 문제를 논의하도록 지시했다. 철수에 찬성 50표, 반대 8표, 기권 15표에도 불구하고, 헝가리의 카다르 공산주의 정부는 헝가리 인민공화국 내 유엔 옵저버의 주둔을 거부했다.
미국에서는 두 가지 사실이 아이젠하워 정부의 무행동을 결정했다: (i) 헝가리 혁명가들을 지지하는 미국 군사 개입에 반대하는 미국 육군 연구, 헝가리, 저항 활동 및 잠재력 (1956년 1월); (ii) 심리전, 사보타주, 경제전을 통해서만 동구권에서 반공산주의 정치적 불만을 조장한 국가안전보장회의의 비밀 전쟁.
A. 로스 존슨은 인텔리전스 및 대정보 국제 저널에서 다음과 같이 말했다: "오늘날까지 이어지는 주장과는 달리, 자유유럽방송의 헝가리 방송은 혁명을 선동하거나 헝가리인들에게 소련과 싸우도록 촉구하거나 서방 지원을 약속하지 않았다. 그들은 개혁 지도자 너지 임레를 개인적으로 비난하는 용어로 비판했으며, 헝가리 청취자들이 서방의 연대와 지지를 나타내는 것으로 쉽게 해석할 수 있는 감정적인 과장된 표현을 담았다." 소련이 반공산주의 헝가리 혁명을 진압한 후, 혁명가들은 CIA와 그 자유유럽방송 네트워크가 헝가리인들을 서방—NATO와 미국—이 헝가리 인민공화국에서 소련을 축출할 것이라고 믿게 속였다고 비판했다. 비록 폭력 선동이 공식적으로 자유유럽방송 정책에 위배되었지만, 자유유럽방송 자문 윌리엄 그리피스의 내부 분석은 조지 워싱턴 대학교의 국가안보문서보관소가 요약한 바와 같이 "자유유럽방송의 몇몇 방송은 헝가리인들이 '중앙 군사 지휘부'를 성공적으로 수립한다면 외국의 지원이 있을 것이라고 암시했으며" "헝가리인들에게 '활발하게 계속 싸우라'고 호소했다"는 것을 발견했다. 그리피스 자신은 "실제 정책 위반은 비교적 적었다"—특히 검토 중인 300개 이상의 방송 중 4개—고 썼지만, "요약이 최종 작성된 프로그램의 내용을 종종 반영하지 못했다 (이는 정책 위반이 발생한 프로그램뿐만 아니라, 검토 중인 기간 동안의 요약이 최종 제작된 프로그램에 대한 매우 부정확한 설명으로 판명된 다른 많은 경우에도 해당된다)"는 점을 인정했다. 냉전 연구 저널에 기고한 라슬로 보르히는 CIA 관리 코드 마이어가 승인한 자유유럽방송의 방송이 종종 "부주의하고 심지어 무모했으며" 핀란드화와 유사한 틀에서 헝가리 독립을 협상하려는 아이젠하워 행정부의 병행 노력을 약화시켰다고 주장한다: "이러한 모순된 정책들은 전체적인 접근 방식을 방해했다. 반군이 더 강하게 싸울수록 협상 타결 가능성은 줄어들었다. 그러나 미국이 소련의 군사 행동에 맞서지 않으려는 의지는 헝가리의 해방 노력이 자살 행위임을 의미했다."
1998년, 게자 예센스키 헝가리 대사는 서방의 1956년 무행동을 위선적이라고 비판하며, 유엔의 정치적 영향력이 6.25 전쟁 (1950-1953년) 해결에 쉽게 적용되었다는 점을 상기시켰다. 또한, '헝가리, 1956년: 혁명 중 미국 (무)행동에 대한 논쟁 재개' 연구는 아이젠하워 정부가 소련의 영향권 내에서 발생한 헝가리 혁명에 개입하지 않은 이유는 소련이 핵전쟁으로 대응했을 것이기 때문임을 확인했다.

## 소련의 침공
11월 1일, 너지는 소련군이 동쪽에서 헝가리로 진입하여 부다페스트로 향하고 있다는 보고를 받았다. 너지는 유리 안드로포프 소련 대사로부터 소련이 침공하지 않을 것이라는 보증을 찾고 받았지만, 이는 거짓으로 판명되었다. 내각은 카다르의 동의를 얻어 헝가리의 중립을 선언하고 바르샤바 조약에서 탈퇴하며, 부다페스트 주재 외교단과 다그 함마르셸드 유엔 사무총장에게 헝가리의 중립을 방어하기 위한 지원을 요청했다. 안드로포프에게는 헝가리가 즉시 소련군 철수에 대한 협상을 시작할 것임을 소련 정부에 알리도록 요청되었다.
11월 3일, 팔 말레테르 국방장관이 이끄는 헝가리 대표단이 부다페스트 근처 퇴퀼에 있는 소련군 사령부에서 소련 철수에 대한 협상에 참석하도록 초청받았다. 그날 밤 자정쯤, 소련 보안경찰 (KGB) 총수 이반 세로프 장군은 헝가리 대표단을 체포하라고 명령했고, 다음 날 소련군은 다시 부다페스트를 공격했다.

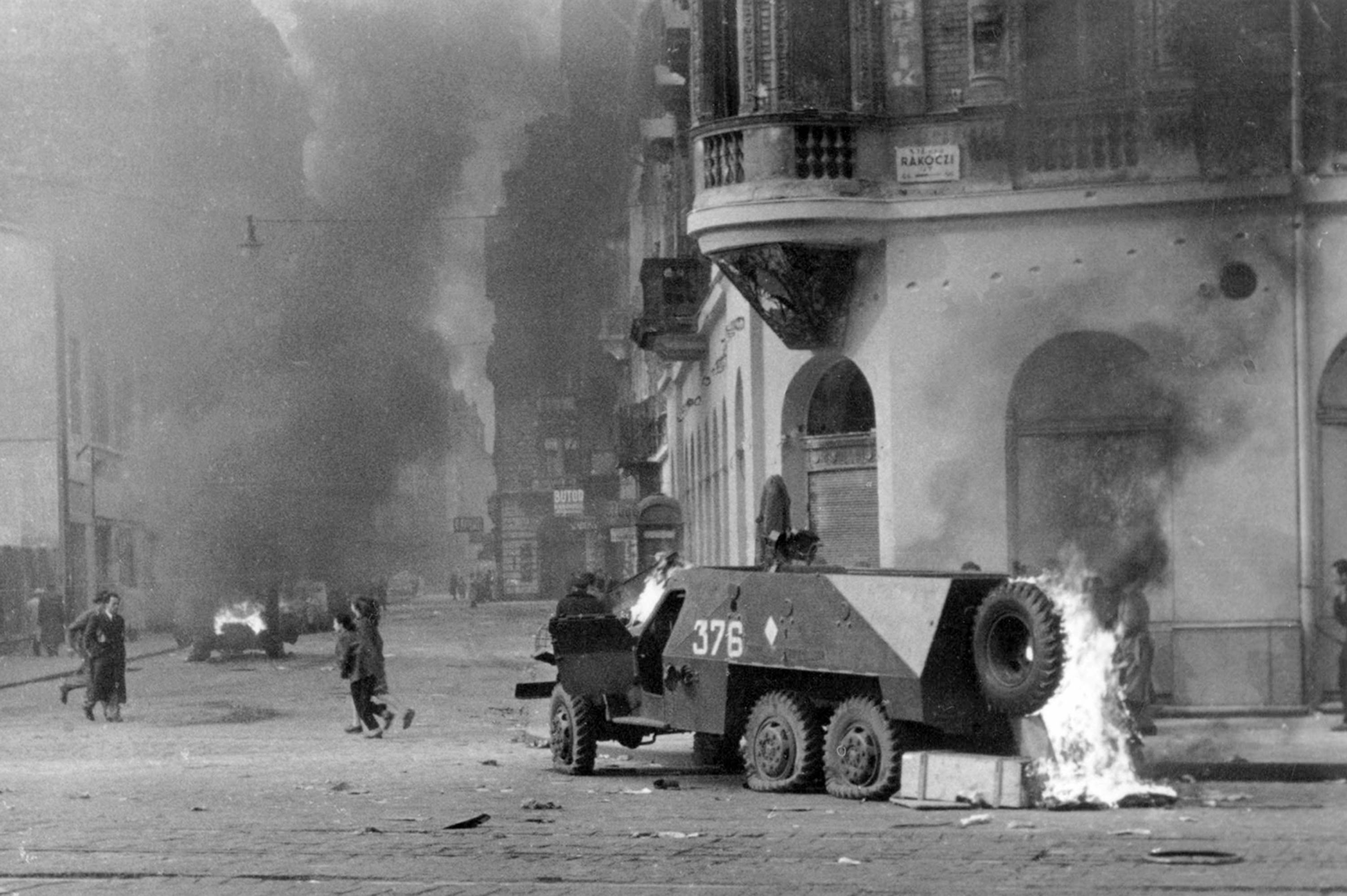
1956년 11월 부다페스트 거리에서 불에 탄 소련제 BTR-152 장갑차.

"소용돌이 작전"이라는 암호명으로 진행된 두 번째 소련의 개입은 소련 원수 이반 코네프에 의해 시작되었다. 10월 23일 이전에 헝가리에 주둔하던 5개 소련 사단이 증강되었고, 소련군은 곧 총 17개 사단에 달하는 병력을 확보했다. 하마자스프 바바자니안 중장이 지휘하는 제8기계화군과 하즈-우마르 맘수روف 중장이 지휘하는 제38군은 인근 카르파티아 군사지구에서 작전을 위해 헝가리로 파병되었다. 일부 소련군 사병들은 자신들이 독일 파시스트와 싸우기 위해 동베를린으로 파견되는 것이라고 믿었다고 한다. 11월 3일 21시 30분까지 소련군은 부다페스트를 완전히 포위했다.
11월 4일 03:00, 소련 전차들은 페슈트 쪽 다뉴브 강을 따라 두 갈래로 부다페스트를 침투했다: 하나는 남쪽에서 서로크사리 로드를 따라 올라오고, 다른 하나는 북쪽에서 버치 로드를 따라 내려왔다. 따라서 단 한 발의 총성도 울리기 전에 소련은 효과적으로 도시를 두 개로 나누었고, 모든 교두보를 통제했으며, 넓은 다뉴브 강으로 후방을 보호받았다. 기갑 부대들은 부더로 넘어갔고, 04:25에 부다외르시 로드에 있는 군 막사에 첫 총격을 가했다. 곧이어 부다페스트의 모든 지역에서 소련의 포격과 전차 사격이 들렸다. 소용돌이 작전은 공습, 포병, 그리고 17개 사단의 협력적인 전차-보병 작전을 결합했다. 소련군은 T-34-85 중형전차와 새로운 T-54, 중 IS-3 전차, 152mm ISU-152 이동 돌격포 및 개방형 BTR-152 장갑차를 배치했다.

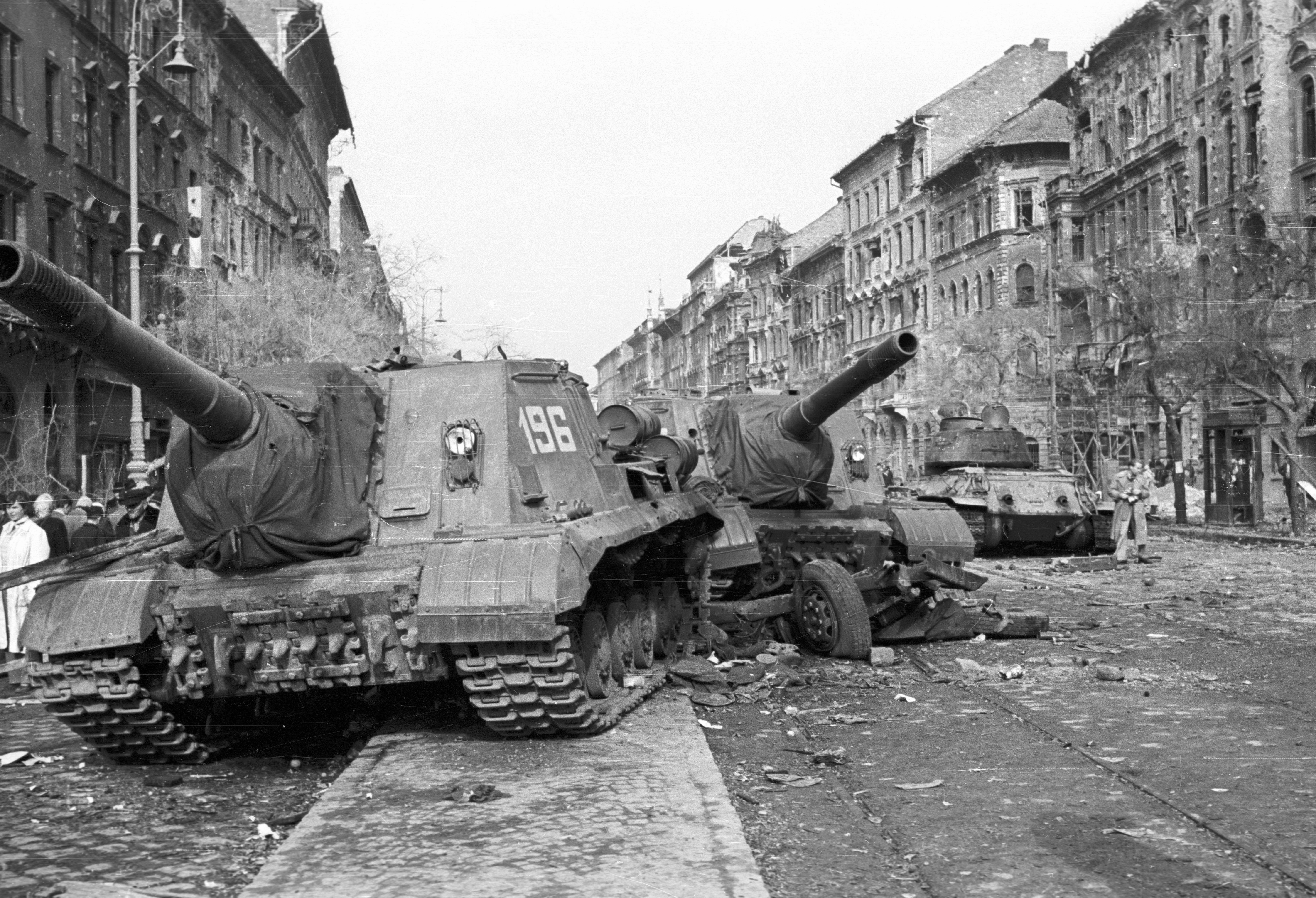
부다페스트 8구에 있는 두 대의 파손된 소련 ISU-152 돌격포, 배경에는 버려진 T-34/85 전차

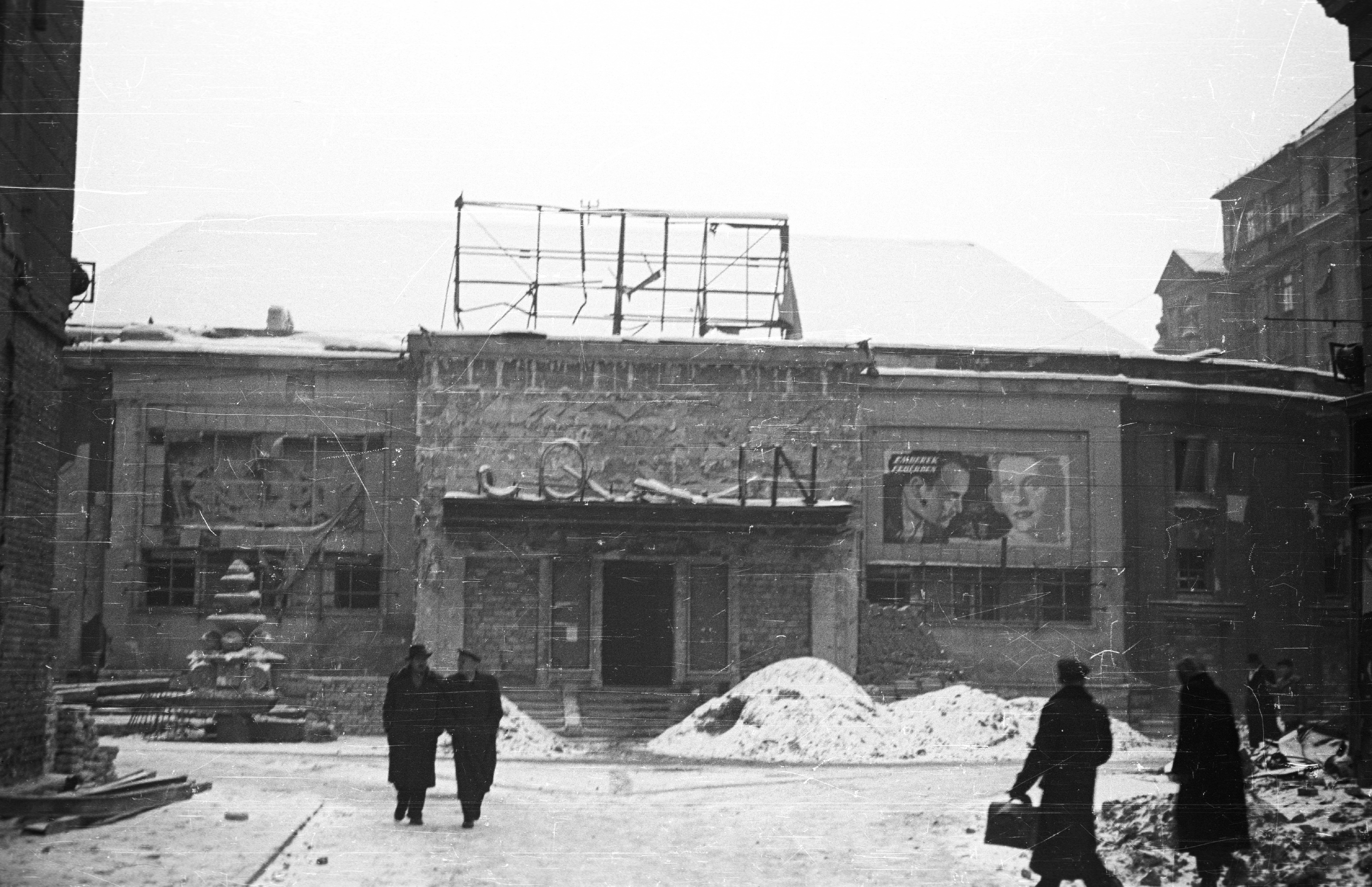
혁명 종식 후 코르빈 시네마

11월 4일부터 9일까지 헝가리군은 산발적이고 무질서한 저항을 했으며, 주코프는 12개 사단, 2개 기갑 연대, 그리고 헝가리 공군 전체의 무장 해제를 보고했다. 헝가리군 전투원들은 부다페스트의 여러 지역(가장 유명한 것은 코르빈 통로 전투), 메체크산맥의 페치 시와 그 주변, 그리고 두너우이바로시 (당시 스탈린바로시)의 산업 중심지에서 가장 강력한 저항을 계속했다. 부다페스트에서는 1만에서 1만 5천 명의 저항군이 싸웠으며, 가장 격렬한 전투는 다뉴브 강변의 노동자 계급 거점인 체펠에서 발생했다. 일부 고위 장교들은 노골적으로 친소련 성향이었지만, 일반 병사들은 압도적으로 혁명에 충성했으며 침략에 맞서 싸우거나 탈영했다. 유엔은 헝가리군 부대가 소련을 위해 싸운 기록된 사건은 없다고 보고했다.
11월 4일 05:20, 너지는 국가와 세계를 향한 마지막 간청을 방송하며 소련군이 부다페스트를 공격하고 있으며 정부는 자리를 지키고 있다고 발표했다. 라디오 방송국, 자유 코수트 라디오는 08:07에 방송을 중단했다. 의회에서 비상 내각 회의가 열렸으나 단 3명의 장관만이 참석했다. 소련군이 건물을 점령하기 위해 도착하자, 협상된 대피가 이어졌고, 이슈트반 비보 국무장관만이 국립 정부의 마지막 대표로 자리를 지켰다. 그는 국가와 세계에 감동적인 선언문인 'For Freedom and Truth'를 작성했다.

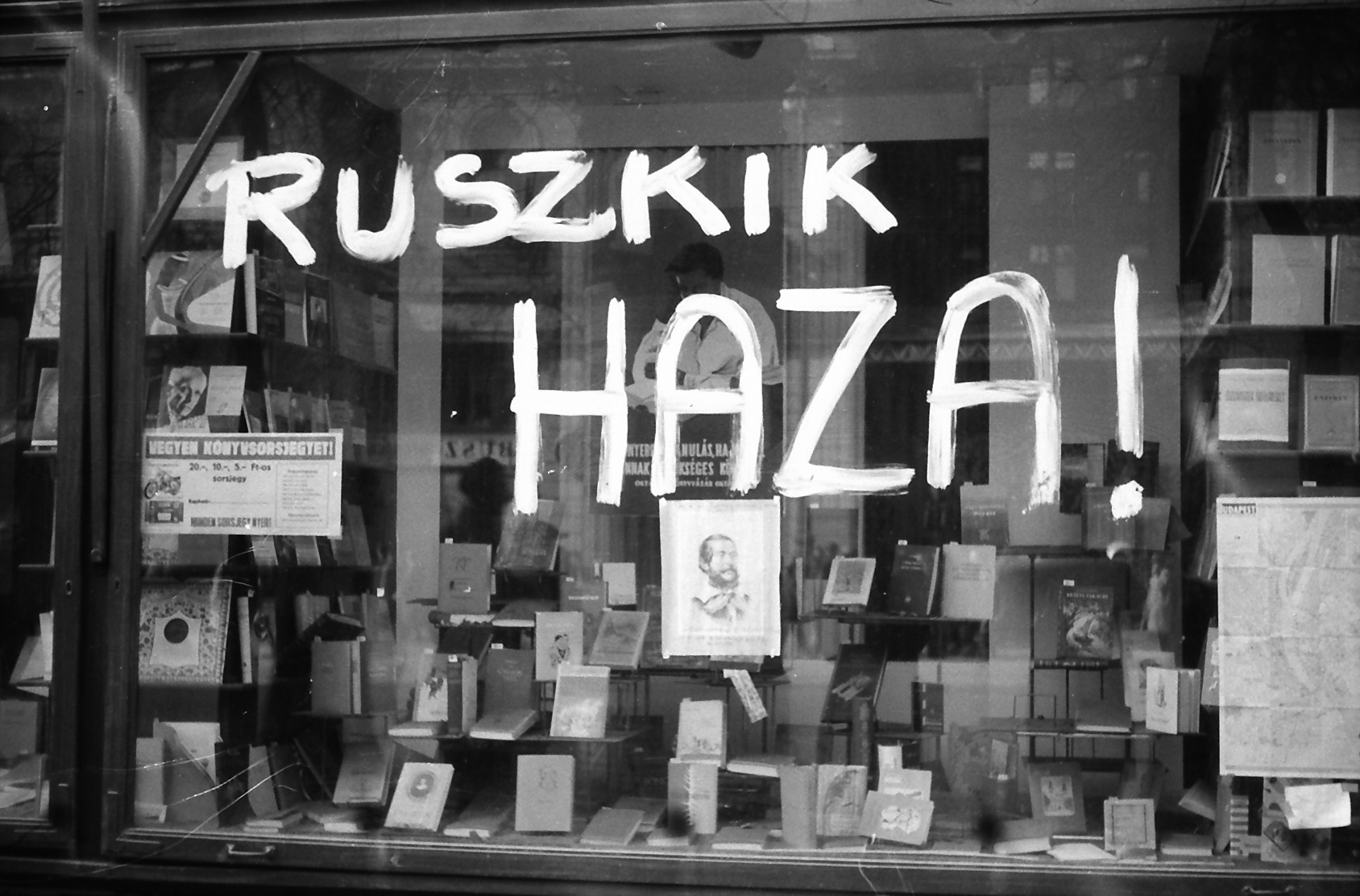
Ruszkik haza! ("러시아인들은 집에 가라!") 부다페스트의 슬로건

11월 4일 06:00, 솔노크 마을에서 카다르는 "헝가리 혁명 노동자-농민 정부"를 선포했다. 그의 성명서는 다음과 같이 선언했다: "우리는 반혁명 세력의 과잉 행동을 종식시켜야 한다. 행동의 시간이 도래했다. 우리는 노동자와 농민의 이익과 인민 민주주의의 성과를 지킬 것이다."
그날 저녁 늦게 카다르는 "사회주의의 진정한 대의에 충실한 투사들"에게 숨어 있다가 무기를 들 것을 촉구했다. 그러나 헝가리의 지지는 현실화되지 않았고, 전투는 내전의 형태를 띠지 않았다. 오히려 유엔 보고서의 표현대로 "잘 갖춰진 외국 군대가 압도적인 힘으로 민족 운동을 분쇄하고 정부를 제거하는" 형태를 띠었다.

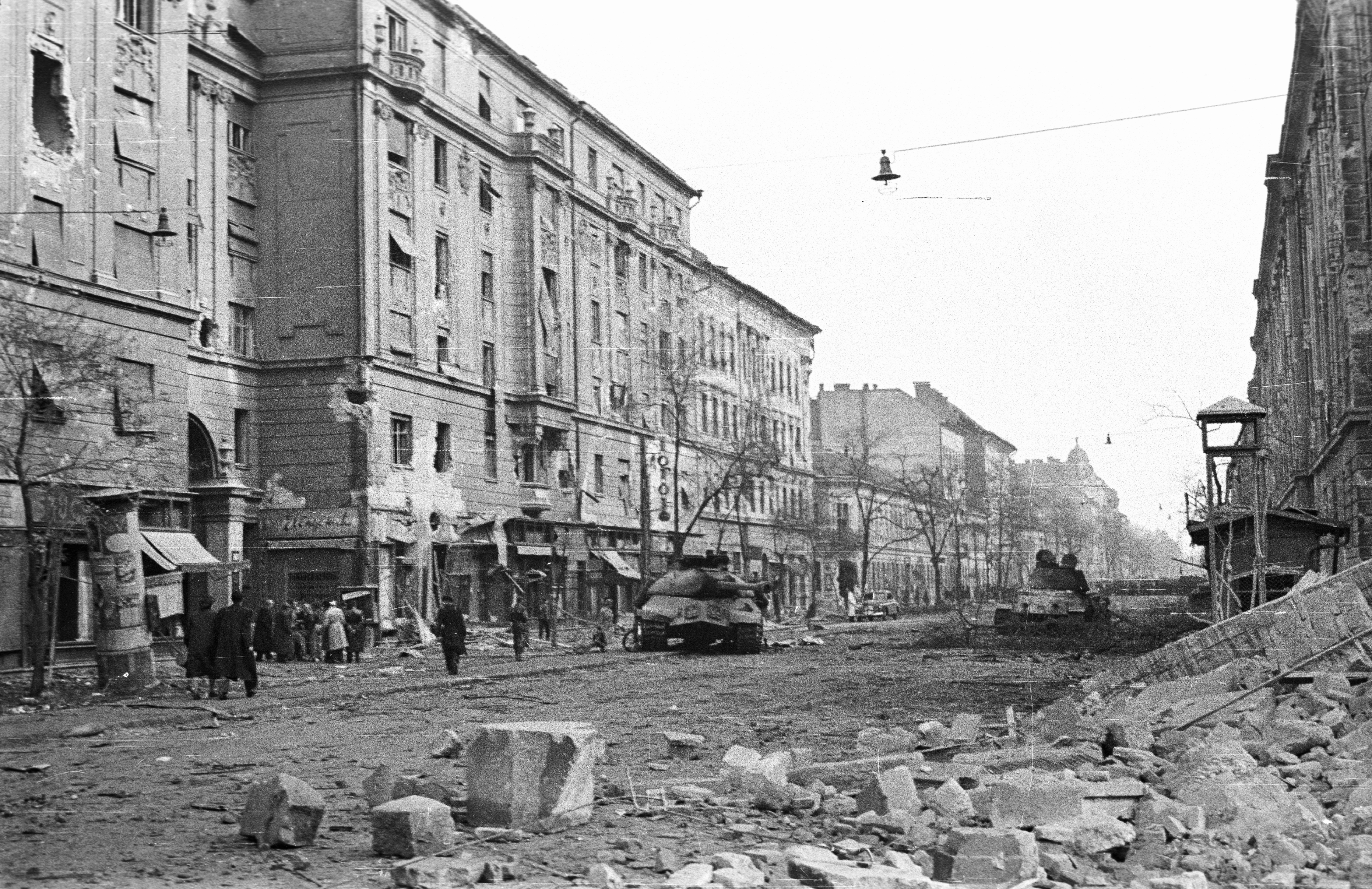
부다페스트 8구 전투 종식 후 잔해

08:00까지 라디오 방송국이 점령되면서 도시의 조직적인 방어는 사라졌고, 많은 방어자들이 요새화된 진지로 후퇴했다. 08:00에서 09:00 사이에 의회 경비대는 무기를 내려놓았고, 쿠즈마 그레베니크 소장 지휘하의 병력이 의회를 점령하고 라코시-헤게뒤시 정부의 체포된 장관들을 해방시켰다. 해방된 인물 중에는 도비 이슈트반과 샨도르 로나이도 있었는데, 이들은 모두 재건된 사회주의 헝가리 정부의 일원이 되었다. 소련군 또한 민간인 거주 지역에서 공격을 받았기 때문에 군사 목표물과 민간인 목표물을 구별할 수 없었다. 그 때문에 소련 전차들은 종종 주요 도로를 따라 기어 다니며 건물에 무차별적으로 발포했다. 헝가리 저항은 부다페스트의 산업 지역에서 가장 강력했으며, 체펠은 소련 포병과 공습의 집중 표적이 되었다.
소련의 공격에 대한 마지막 저항 거점은 체펠과 두너우이바로시에 있었는데, 이곳에서의 전투는 11월 11일까지 계속되었고, 결국 반군이 소련에 굴복했다. 전투가 끝났을 때 헝가리인 사상자는 약 2,500명이 사망하고 20,000명이 부상당했다. 부다페스트가 가장 큰 피해를 입었으며, 민간인 1,569명이 사망했다. 사망자의 약 53%가 노동자였으며, 모든 헝가리인 사상자의 절반은 30세 미만이었다. 소련 측에서는 699명이 사망하고 1,450명이 부상당했으며, 51명이 작전 중 실종되었다. 전체 소련군 사상자의 약 80%는 부다페스트 8구와 9구의 반군과의 전투에서 발생한 것으로 추정된다.

### 소련의 관점
소요 전후, 그리고 소요 기간 동안 소련의 사건 보고서는 놀랍도록 일관되었으며, 특히 두 번째 소련 개입 이후 국제 공산당들 사이에서 소련의 입장에 대한 지지가 확고해지면서 더욱 그러했다. 프라우다는 폭력 사태 발생 36시간 후 모든 추가 보고서와 이후 소련 역사 편찬의 기조를 정한 기사를 게재했다:
1. 1956년 10월 23일 화요일 오후, "정직한" 사회주의 헝가리 노동자들이 라코시와 제뢰 정부가 저지른 반당적 실수에 대해 시위를 벌였다.
2. 제국주의적, 자본주의적 서방의 재정 지원, 훈련, 장비 지원을 받은 파시스트, 히틀러주의자, 반동주의자, 반혁명 불량배들이 시위를 이용하여 반혁명을 시작했다.
3. 너지 임레가 이끄는 정직한 헝가리 노동자들은 바르샤바 조약 기구에 따라 헝가리에 주둔한 소련군에 질서 회복을 위한 지원을 요청했다.
4. 너지 정부는 약한 것으로 판명되었고, 반혁명 세력이 그들의 대열에 침투하도록 허용했다. 그들은 무력해져 해체되었다. 이는 너지가 바르샤바 조약을 비난한 사실로 입증된다.
5. 카다르 야노시가 이끄는 헝가리 애국자들은 너지 정부와 결별하고 헝가리 혁명 노동자 및 농민 정부를 구성했다. 이 진정으로 대중적인 정부는 소련 사령부에 반혁명 진압을 위한 도움을 요청했다.
6. 헝가리 애국자들은 소련군의 지원을 받아 반혁명을 분쇄했다.

첫 번째 소련 보고서는 첫 서방 보고서보다 24시간 늦게 나왔다. 너지의 유엔 호소는 보도되지 않았다. 너지가 유고슬라비아 대사관 밖에서 체포된 후 그의 체포는 보도되지 않았다. 또한, 너지가 어떻게 애국자에서 반역자로 변모했는지에 대한 설명도 없었다. 소련 언론은 부다페스트의 평온을 보도했지만, 서방 언론은 혁명 위기가 터지고 있다고 보도했다. 소련의 설명에 따르면 헝가리인들은 전혀 혁명을 원하지 않았다.
1957년 1월, 소련, 불가리아, 헝가리, 루마니아 대표들이 부다페스트에서 만나 소련이 강제한 정부 수립 이후 헝가리 내부 발전 상황을 검토했다. 회의 성명서는 헝가리 노동자들이 카다르 정부의 지도력과 소련군의 지원으로 "헝가리 인민의 사회주의적 성과를 제거하려는 시도"를 물리쳤다는 데 "만장일치로 결론"을 내렸다.
소련, 중국, 그리고 바르샤바 조약국 정부들은 카다르에게 너지 정부 장관들에 대한 심문과 재판을 진행하도록 촉구했으며, "반혁명가들"에 대한 징벌 조치를 요청했다. 또한, 카다르 정부는 공산당원과 ÁVH 요원에 대한 실제 폭력 사건과 너지 지지자들의 자백을 기록한 광범위한 "백서"(헝가리 10월 사건의 반혁명 세력)를 발행했다. "백서"는 여러 언어로 대부분의 사회주의 국가에 널리 배포되었으며, 사실에 기반하고 있지만, 소련과 연대하지 않은 역사가들이 일반적으로 지지하지 않는 색채와 서술로 사실적 증거를 제시한다.

## 여파

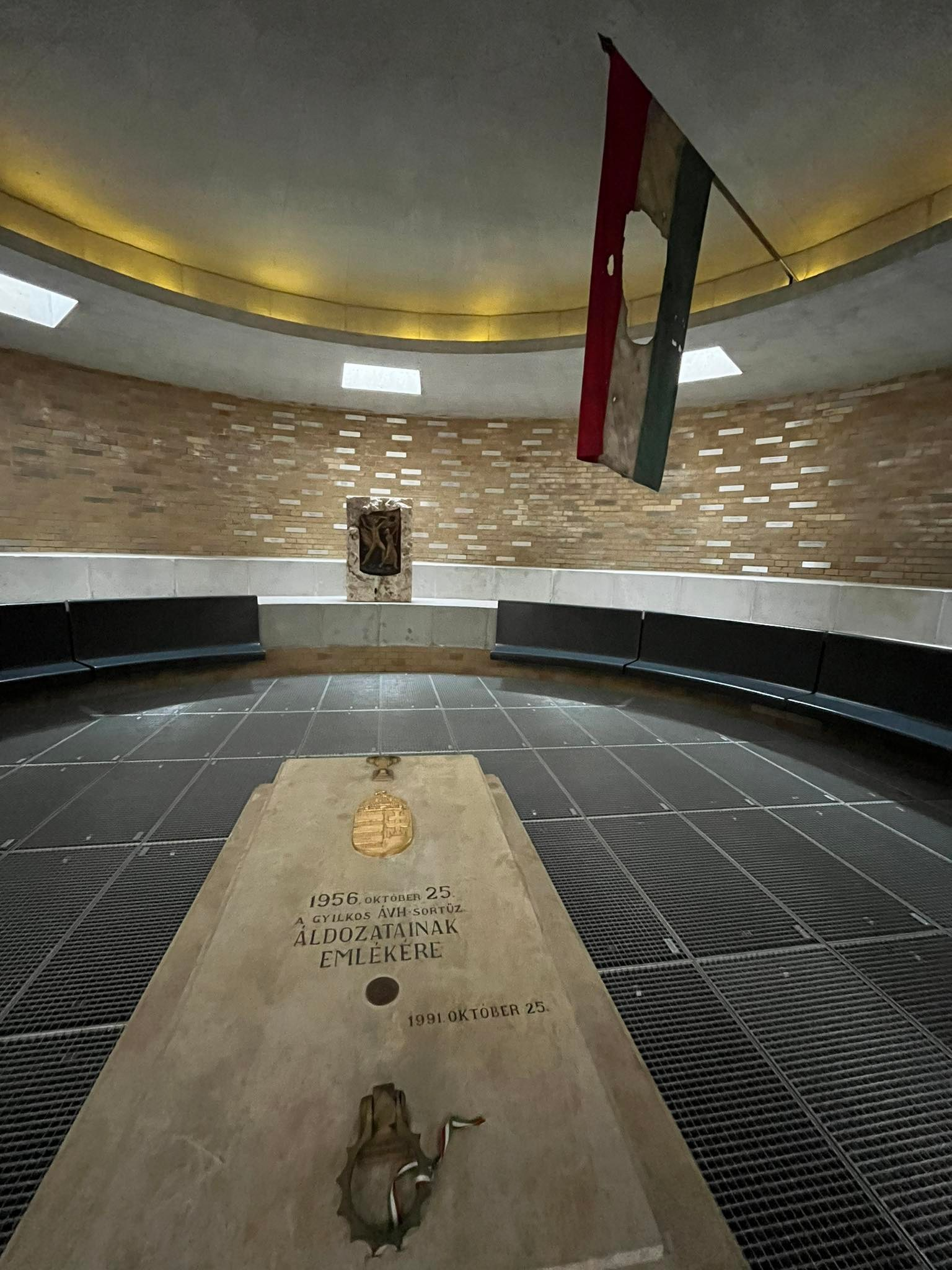
1956년 10월 25일 전투에서 사망한 이들을 추모하는 기념비

### 헝가리
직후, 수천 명의 헝가리인들이 체포되었다. 결국, 이들 중 26,000명이 헝가리 법정에 회부되어, 22,000명이 유죄 판결을 받고 투옥되었고, 13,000명은 구금되었으며, 229명이 사형되었다. 약 200,000명이 헝가리를 떠나 난민이 되었다. 많은 이들이 1956년 겨울에 오스트리아에 재정착했다. 이들은 국제 구호 단체인 CARE의 도움을 받았다. CARE는 난민들에게 잠옷, 뜨개질 도구, 학용품, 식량, 물로 구성된 환영 키트를 제공했다. 미국 농무부는 CARE와 협력하여 군용 선박을 이용하여 50만 개 이상의 구호품을 빈으로 운송했고, 이곳에서 적십자사가 난민들에게 구호품을 배포했다. 갈등의 헝가리 난민들은 37개국에 재정착했으며, 대부분 오스트리아로 갔다. 게자 예센스키 전 헝가리 외무장관은 350명이 처형되었다고 추정했다. 노동자 평의회의 산발적인 저항과 파업은 1957년 중반까지 계속되어 경제 혼란을 야기했다. 1963년까지 1956년 헝가리 혁명의 대부분의 정치범이 석방되었다.
11월 8일까지 부다페스트의 대부분이 소련의 통제하에 들어오자 카다르는 "혁명 노동자-농민 정부"의 총리가 되었고, 헝가리 공산당의 총비서가 되었다. 소수의 헝가리인만이 재조직된 당에 다시 가입했는데, 당 지도부는 게오르기 말렌코프와 미하일 수슬로프가 이끄는 소련 최고 소비에트 상임위원회의 감독 아래 숙청되었기 때문이다. 봉기 전 80만 명에서 1956년 12월에는 10만 명으로 당원 수가 감소했지만, 카다르는 헝가리에 대한 통제력을 꾸준히 강화하고 반대파를 무력화시켰다. 새 정부는 봉기 중에 표명된 헝가리 민족자결의 대중적 원칙을 지지함으로써 지지를 얻으려 노력했지만, 소련군은 여전히 주둔했다. 1956년 이후 소련은 헝가리군을 철저히 숙청하고 남아있는 부대에 정치 사상을 재도입했다. 1957년 5월, 소련은 헝가리 주둔 병력을 늘렸고, 조약에 따라 헝가리는 소련군의 영구 주둔을 수락했다.
적십자와 오스트리아 연방군은 트라이스키르헨과 그라츠에 난민 캠프를 설치했다. 소련군이 부다페스트를 점령하는 동안 너지는 루카치 죄르지, 게자 로손치, 라슬로 라이크의 미망인 줄리아와 함께 유고슬라비아 대사관으로 피신했다. 소련과 카다르 정부로부터 헝가리를 안전하게 떠날 수 있다는 보증에도 불구하고, 너지와 그의 일행은 11월 22일 대사관을 떠나려다 체포되어 루마니아로 이송되었다. 로손치는 재판을 기다리며 감옥에서 단식 투쟁 중 "간수들이 부주의하게 튜브를 그의 기관지에 밀어 넣는 바람에" 사망했다.
나머지 일행은 1958년 부다페스트로 송환되었다. 너지는 말레테르와 미클로시 기메스와 함께 1958년 6월 비밀 재판 후 처형되었다. 그들의 시신은 부다페스트 외곽 신공동묘지의 표식 없는 무덤에 안장되었다.
1956년 11월 부다페스트에 대한 소련의 공격 동안, 호르티 미클로시 추기경은 미국 대사관에서 정치적 망명을 허가받아 그곳에서 다음 15년 동안 거주했다. 그는 1949년 반역죄 유죄 판결이 뒤집히지 않는 한 헝가리를 떠나지 않겠다고 거부했다. 건강 악화와 바티칸의 요청으로, 그는 마침내 1971년 9월 대사관을 떠나 오스트리아로 향했다.
니콜라스 크라소가 헝가리 봉기의 좌익 지도자이자 뉴 레프트 리뷰 편집 위원회 위원 중 한 명이었다. 그는 사망 직전 피터 고완과 인터뷰에서 1952년 소련 제19차 당대회에서 스탈린의 짧은 연설을 회상하며 헝가리 혁명의 의미를 요약했다. "스탈린은 대회 내내 침묵하다가 마지막에 인쇄된 페이지 두 장 반 정도 되는 짧은 연설을 했다. 그는 진보적 부르주아지가 버린 두 개의 깃발, 즉 민주주의와 민족 독립의 깃발을 노동 계급이 들고 일어나야 한다고 말했다. 1956년에 헝가리 노동자들이 이 깃발을 높이 들었다는 것을 누구도 의심할 수 없었을 것이다."

### 국제
서방 국가들이 동유럽에서 소련의 지배를 롤백하고 사회주의의 임박한 승리를 약속하는 냉전 수사에도 불구하고, 이 시기 국가 지도자들 (및 후대 역사가들)은 헝가리 혁명의 실패를 유럽에서 냉전이 교착 상태에 빠졌다는 증거로 보았다.
서독에서 하인리히 폰 브렌타노 외무장관은 동유럽 국민들이 "자신들에게 비참한 결과를 초래할 수 있는 극적인 행동"을 삼가도록 권고했다. NATO 사무총장 폴-앙리 스파크는 헝가리 봉기를 "전체 민족의 집단 자살"이라고 불렀다. 1956년 12월 독일 사회민주당 중앙위원회 회의에서 중앙위원회 위원 헤르베르트 베너는 봉기의 "공산당원 또는 관리로 여겨지는 모든 이들에 대한 파괴 열풍"을 비난했다. 1957년 한 신문 인터뷰에서 흐루쇼프는 "미국의 지지는... 밧줄이 목매달린 사람에게 주는 지지와 같다"고 언급했다.

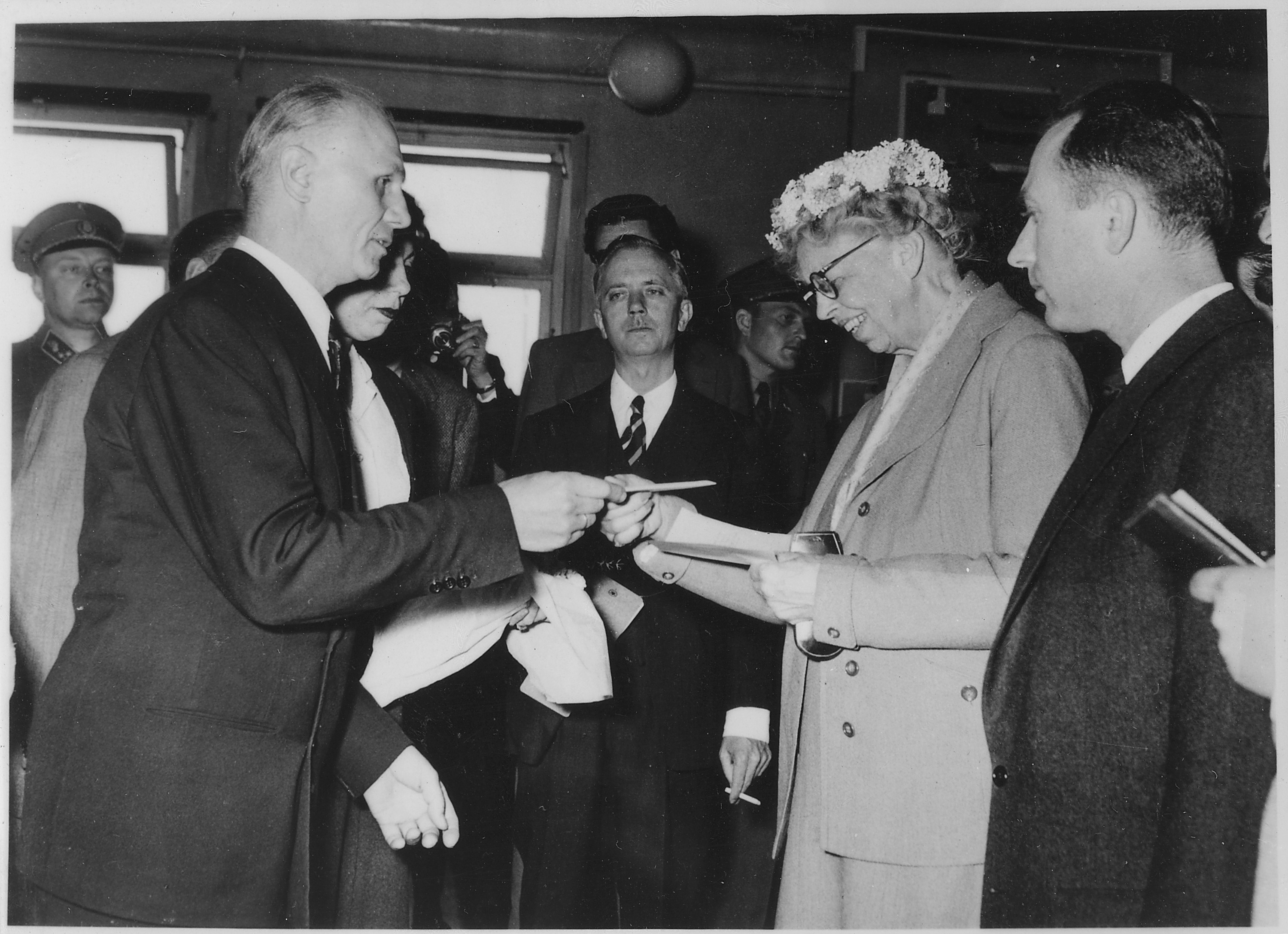
1957년 5월 10일, 잘츠부르크의 캠프 뢰더에서 망명한 헝가리 혁명군을 만나는 엘리너 루스벨트

1957년 1월, 유엔 사무총장 다그 함마르셸드는 소련 점령 헝가리에서 발생한 사건에 대한 조사 및 관찰을 요청하는 유엔 총회 결의에 따라 헝가리 문제 특별위원회를 설치했다. 오스트레일리아, 실론 (현재 스리랑카), 덴마크, 튀니지, 우루과이 대표들로 구성된 위원회는 뉴욕, 제네바, 로마, 빈, 런던에서 청문회를 개최했다. 5개월 동안 장관, 군 사령관, 너지 정부의 기타 관리, 노동자, 혁명 평의회 회원, 공장 관리자 및 기술자, 공산주의자 및 비공산주의자, 학생, 작가, 교사, 의료진, 헝가리 군인 등 111명의 난민을 인터뷰했다. 헝가리에서 온 문서, 신문, 라디오 녹취록, 사진, 영상 자료 및 기타 기록, 그리고 200명의 다른 헝가리인들의 서면 증언도 검토했다.
헝가리와 루마니아 정부는 이 위원회 관리들의 입국을 거부했으며, 소련 정부는 정보 요청에 응답하지 않았다. 268페이지 분량의 위원회 보고서는 1957년 6월 총회에 제출되었으며, 봉기와 소련 개입 과정을 기록하고 "카다르 정부와 소련 점령은 헝가리 국민의 인권을 침해했다"는 결론을 내렸다. 총회 결의안이 승인되어 "헝가리 국민의 탄압과 소련 점령"을 개탄했지만, 다른 조치는 취해지지 않았다.
특별위원회 의장은 덴마크 정치인이자 덴마크 사회민주당의 주요 인물인 알싱 안데르센이었다. 그는 나치 독일의 덴마크 점령 기간인 1942년 부흘 정부에서 복무했다. 그는 점령군과의 협력을 옹호했고 저항을 비난했다. 위원회 보고서와 그 저자들의 동기는 소련과 카다르 정부의 유엔 대표단에 의해 비판받았다. 헝가리 대표는 보고서의 결론에 동의하지 않고, 사건을 왜곡했다고 비난하며, 위원회 설립이 불법이라고 주장했다. 위원회는 헝가리와 그 사회 체제에 적대적이라고 비난받았다. 외무부가 발행하는 소련 잡지 국제관계의 1957년 기사는 이 보고서를 "거짓과 왜곡의 집합"으로 비난하는 기사를 실었다.
타임지는 1956년 올해의 인물로 헝가리 자유 투사를 선정했다. 함께 실린 타임지 기사는 이 선택이 1956년 거의 막바지에 일어난 혁명의 폭발적인 사건들 이전에는 예상할 수 없었다고 언급한다. 잡지 표지와 함께 실린 글은 헝가리 자유 투사의 예술가적 묘사를 보여주었으며, 기사의 주제가 되는 세 참가자의 이야기에 가명을 사용했다. 2006년, 페렌츠 죄르차니 헝가리 총리는 봉기 50주년 기념 연설에서 이 유명한 타임지 표지를 "자유 헝가리의 얼굴"이라고 언급했다. 죄르차니 총리는 (영국 총리 토니 블레어와 공동 출연하여) "이상화된 이미지이지만, 인물들의 얼굴은 진정으로 혁명가들의 얼굴이다"라고 언급했다.
1956년 하계 올림픽의 멜버른에서, 헝가리 봉기에 대한 소련의 처리는 스페인, 네덜란드, 스위스의 보이콧을 야기했다. 12월 6일 수구 토너먼트 준결승전에서 소련팀과 헝가리팀 간의 대결이 발생했다. 경기는 극도로 폭력적이었으며, 관중들 간의 싸움을 진압하기 위해 마지막 1분에서 중단되었다. 현재 "피 튀기는 수구 경기"로 알려진 이 경기는 여러 영화의 주제가 되었다. 헝가리 팀은 4-0으로 승리하여 나중에 올림픽 금메달을 획득했다. 노르웨이는 1957년 첫 반디 세계 선수권 대회에 대한 초청을 거절했는데, 그 이유는 소련 팀의 존재 때문이었다.
1957년 1월 6일 일요일, 수백만 명의 미국인이 에드 설리번의 인기 있는 텔레비전 버라이어티 쇼를 시청하고 있었고, 거의 22세인 엘비스 프레슬리가 세 번째로 헤드라인을 장식하고 있었다. 설리번은 시청자들에게 프레슬리가 "헝가리 구호에 대해 매우 깊이 공감하고 있으며, 우리 모두에게 즉각적인 도움이 필요하다는 것을 기억할 것을 촉구한다"고 말했다. 진행자는 이어서 엘비스가 녹음되지 않은 곡인 가스펠 곡 평화의 골짜기를 불렀고, "그는 이것이 자신이 만들고 싶은 분위기와 비슷하다고 느낀다"고 말했다. 1957년 말까지 제네바에 본부를 둔 국제 적십자 위원회가 식량 배급, 의류 및 기타 필수품으로 배포한 이러한 기부금은 약 2,600만 스위스 프랑 (1957년 달러 기준으로 6백만 미국 달러)에 달했으며, 이는 오늘날의 달러 가치로 55,300,000에 해당한다. 2011년 3월 1일, 이슈트반 터를로시 부다페스트 시장은 프레슬리를 사후 명예 시민으로 만들었고, 도시의 가장 중요한 두 거리의 교차점에 있는 광장을 감사 표시로 프레슬리의 이름을 따서 명명했다.
한편, 1950년대가 끝나갈 무렵 헝가리의 사건들은 서유럽 국가들의 공산당 내부에서 균열을 일으켰다. 산마리노에서는 사회주의-공산주의 연립 정부의 일부 온건 사회주의 당원들이 헝가리인들에 대한 소련의 탄압을 비난하지 못한 공산주의자들과의 동맹을 해체했다. 이 분열로 인해 의회에서 30-30의 완벽한 분할이 발생하여 정부가 마비되었고, 이는 로베레타 사건이라는 헌법 위기를 초래하여 새로운 민주 정부의 승리로 이어졌고 산마리노의 12년간의 공산주의 통치를 종식시켰다. 이탈리아 공산당 (PCI)은 분열을 겪었다. 이탈리아 공산당의 공식 신문인 l'Unità에 따르면, 팔미로 톨리아티와 조르조 나폴리타노를 포함한 대부분의 일반 당원과 당 지도부는 봉기 진압에 대한 소련의 행동을 지지했다. 그러나 공산주의 노동조합 CGIL의 지도자 주세페 디 비토리오는 당 지도부의 입장에 반대했으며, 저명한 당원인 안토니오 지오리티, 로리스 포르투나, 그리고 공산당에 영향력 있는 다른 많은 이들도 마찬가지였다. 이탈리아 공산당의 밀접한 동맹인 이탈리아 사회당의 피에트로 넨니 또한 소련의 개입에 반대했다. 2006년 이탈리아 대통령으로 선출된 나폴리타노는 2005년 자신의 정치적 자서전에서 헝가리에서 소련의 행동을 정당화했던 것을 후회한다고 썼으며, 당시에는 당의 단결과 소련 공산주의의 리더십이 더 중요하다고 믿었다고 진술했다.
그레이트브리튼 공산당 (CPGB)은 헝가리 사건 이후 수천 명의 당원을 잃었다. CPGB 신문 데일리 워커의 특파원인 피터 프라이어가 봉기의 폭력적 진압을 보도했지만, 그의 기사는 당 지도부에 의해 심하게 검열되었다. 헝가리에서 돌아온 프라이어는 신문사에서 사임했다. 그는 나중에 공산당에서 제명되었다.
프랑스에서는 역사가 에마뉘엘 르 루아 라뒤리와 같은 온건 공산주의자들이 프랑스 공산당의 소련 행동 지지 정책에 의문을 제기하며 사임했다. 프랑스 철학자이자 작가 알베르 카뮈는 서방의 무행동을 비판하는 공개 서한, '헝가리인의 피'를 썼다. 심지어 여전히 확고한 공산주의자였던 장폴 사르트르도 그의 기사 '스탈린의 유령' (Situations VII)에서 소련을 비판했다. 좌파 공산주의자들은 특히 혁명을 지지했다.
중국공산당 (CCP)은 1956년 소련의 스탈린 격하 운동과 동유럽 봉기에서와 같은 종류의 문제에 직면할 수 있다는 우려 속에서 혁명의 사건들을 보았다. 일부 중국 지도자들은 이 사건들을 폴란드 시위와 함께 중공업 발전을 지나치게 강조하고 인민 생활을 경시하는 것의 위험을 보여주는 것으로 보았다. 마오는 헝가리 탄압을 교훈으로 삼아 다음과 같이 말했다: "당신은 사람들이 파업하거나, 청원하거나, 부정적인 의견을 내는 것을 금지하고, 모든 경우에 단순히 탄압에 의존하다가 어느 날 라코시처럼 될 것이다." 나중에 중국공산당 지도부가 백화제방 운동 동안 당의 하위 계층과 당 외부로부터의 비판의 정도에 대해 우려하게 되면서, 마오는 다시 헝가리 혁명을 인용하며 중국이 이 "중대한 전투"에서 승리하지 못하면 "헝가리 사건"의 위험에 처할 것이라고 묘사했다.

### 기념과 유산

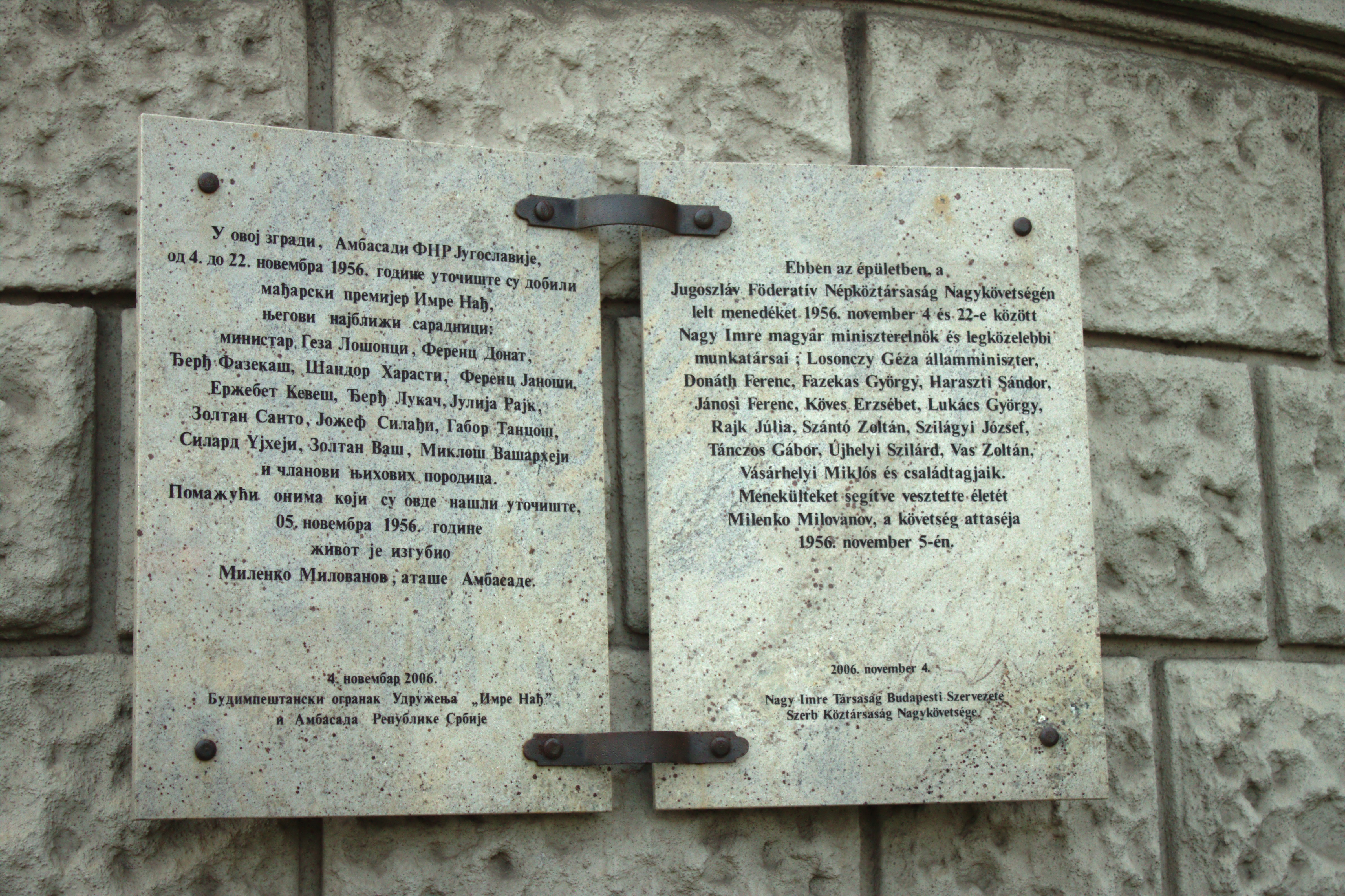
헝가리 혁명 중 유고슬라비아 대사관이었던 세르비아 대사관 북서쪽 모퉁이에 있는 너지 임레를 기리는 기념 명판.

캘리포니아주 로스앤젤레스의 매카서 공원 북서쪽 모퉁이에 헝가리계 미국인 공동체가 헝가리 자유 투사들을 기리는 기념비를 세웠다. 1960년대 후반에 세워진 이 오벨리스크 기념비는 독수리가 로스앤젤레스를 바라보는 형상으로 서 있다. 미국 전역에는 헝가리 혁명 기념을 위한 여러 기념비가 있다. 그러한 기념비 중 하나는 오하이오주 클리블랜드의 추기경 민트센티 광장에 있다. 폴란드 슈체친 시에는 "페슈트에서 온 소년" 기념비도 있다. 덴버에는 1968년에 봉기를 기념하여 명명된 헝가리 자유 공원이 있다.
혁명에 대한 공개적인 논의는 헝가리에서 30년 넘게 억압되었다. 1980년대 해빙기 이후, 이는 집중적인 연구와 논쟁의 대상이 되었다. 제3차 헝가리 공화국 출범 당시인 1989년 10월 23일은 국경일로 선포되었다.
1989년 6월 16일, 너지의 처형 31주기를 맞아 그의 시신은 완전한 예우를 갖춰 재매장되었다. 헝가리 공화국은 혁명 33주년이 되는 1989년에 선포되었으며, 10월 23일은 현재 헝가리의 국경일이다.
1991년 12월, 미하일 고르바초프 치하의 해체된 소련과 보리스 옐친이 대표하는 러시아와 체결된 조약의 서문은 1956년 헝가리에서의 소련 행동에 대해 공식적으로 사과했다. 옐친은 1992년 헝가리 의회 연설에서 직접 사과했다.
2000년 헝가리 정부는 이로나 토트의 사례에서 영감을 받아 혁명 참여로 유죄 판결을 받은 사람들을 사면하는 "이로나 토트의 법"을 통과시켰다.
2006년 2월 13일, 미국 국무부는 1956년 헝가리 혁명 50주년을 기념했다. 콘돌리자 라이스 미국 국무장관은 1956년 헝가리 난민들이 미국 및 기타 수용국에 기여한 바와 1989년 공산주의 통치에 대한 시위 동안 동독인들에게 피난처를 제공한 헝가리의 역할에 대해 언급했다. 조지 W. 부시 미국 대통령도 2006년 6월 22일 50주년을 기념하기 위해 헝가리를 방문했다.
2023년 8월, 러시아 전 문화부 장관 블라디미르 메딘스키가 쓴 역사 교과서에는 1956년 헝가리 혁명이 서방이 조직한 파시스트 봉기라고 주장했다. 2023년 9월 25일, 페테르 시야르토 헝가리 외무장관은 "이들을 파시스트로 낙인찍는 것은 용납할 수 없는 일"이라고 말했다.

## 같이 보기
- 1956년 조지아 시위
- 반우파 운동
- "아반티 라가치 디 부다", 1956년 헝가리 혁명에 대한 이탈리아 노래
- 1956년 헝가리 혁명의 문화적 재현
  - 영광의 아이들 (2006)
  - 부다페스트의 공포의 집 박물관
- 1953년 동독 봉기
- 소련의 해외 군사 개입
- 냉전 관련 분쟁 목록
- 1956년 포즈난 시위
- 프라하의 봄 (1968)
- 프롤레타리아 국제주의
- 퀸루 봉기
- 루마니아 반공산주의 저항운동
- 1956년 헝가리 혁명의 주요 사건
  - 1956년 하계 올림픽의 피 튀기는 수구 경기
- 탱키

### 역사적 컬렉션
- 우드로 윌슨 국제학자센터의 냉전 국제사 프로젝트의 1956년 헝가리 혁명 컬렉션. 1956년 혁명과 관련된 문서 및 기타 자료 포함.
- Institute of Revolutionary History, Hungary 역사 사진 및 문서, 서적 및 리뷰, 영어 사이트 링크를 제공하는 헝가리어 사이트.
- OSA 디지털 아카이브 1956년 헝가리 혁명 영상
- 유니버설 픽처스 및 워너 파테 뉴스릴의 혁명 관련 보도
- "오늘 1956년 11월 4일: 소련군, 헝가리 점령" (2006년 10월 12일 접속) – BBC의 2차 소련 개입 첫날 및 너지 정부 몰락 보도.
- marxists.org의 1956년 헝가리 혁명 아카이브
- Hungary '56 앤디 앤더슨의 소책자, 1964년에 쓰여 솔리다리티 (영국)에서 처음 출판되었으며, 1956년 헝가리 봉기 사건에 대해 다루고 헝가리인들의 경제 및 정치적 자치 요구에 초점을 맞추고 있다. (AK 프레스 2002, ISBN 0-934868-01-8)
- 빅 픽처: 오퍼레이션 머시 - 인터넷 아카이브 무료로 다운로드
- 헝가리 혁명 이후 (1956) - 인터넷 아카이브 무료로 다운로드
- 헝가리 혁명 (1956) - 인터넷 아카이브 무료로 다운로드

### 기타 학술 자료
- 1956년 헝가리 혁명과 소련 블록 국가들: 반응과 파급 효과 (MEK)
- 국가안보문서보관소에서 발행한 헝가리, 1956년: 혁명 중 미국 (무)행동에 대한 논쟁 재점화

### 장편 영화
- 부다페스트의 야수, 1958년 미국 영화
- 자유의 분노 – 2005년 다큐멘터리 영화. 헝가리-소련의 올림픽 수구 토너먼트 대결(현재 "피 튀기는 수구 경기"로 알려짐)을 다루고 있다. 마크 스피츠가 내레이션을 맡았고, 루시 리우와 쿠엔틴 타란티노가 제작했다.
- 깃발에서 찢겨진 – 2007년 다큐멘터리 영화. 1956년 헝가리 혁명의 전 지구적 중요성.
- 자유의 춤 – 스티븐 토머스 피셔와 크레이그 헤론이 제작한 다수의 수상 경력을 가진 애니메이션 다큐멘터리. 1956년 헝가리 혁명 당시 에드워드와 주디 힐버트의 공산주의 헝가리 탈출을 재연한다. 황금지구상 수상 배우 머리슈커 하기테이가 내레이션을 맡았다.
- 파묻히지 않은 남자 – 너지 임레의 삶을 다룬 드라마 영화.

### 기념 행사
- 1956 포털 – 헝가리계 미국인 단체들이 1956년 헝가리 혁명 기념 활동을 강조하고 홍보하는 자료. 1956년 사진, 영상, 자료, 미국 전역의 행사 포함.
- 자유 투사 56 – 혁명 참가자들의 생존 및 탈출 개인 이야기
- 1956년 헝가리 기념 구술 역사 프로젝트 – 캐나다의 혁명 난민에 대한 다문화 캐나다 구술 역사 컬렉션
- 정오의 종소리부터 페슈트의 소년들까지

1. ↑  Györkei, J.; Kirov, A.; Horvath, M. (1999). 《Soviet Military Intervention in Hungary, 1956》. New York: Central European University Press. 370쪽. ISBN 963-9116-35-1.
2. ↑  UN General Assembly Special Committee on the Problem of Hungary (1957) “Chapter V, footnote 8” (PDF).
3. ↑  "B&J": Jacob Bercovitch and Richard Jackson, International Conflict : A Chronological Encyclopedia of Conflicts and Their Management 1945–1995 (1997) p. 85
4. ↑  Granville, Johanna. The First Domino: International Decision Making During the Hungarian Crisis of 1956, pp. 94-195.
5. ↑  “This Day in History: November 4, 1956”. 《History.com》. 2023년 3월 16일에 확인함.
6. ↑  “The 1956 Hungarian Revolution: A History in Documents”. 《National Security Archive》. 2002년 11월 4일. 2023년 3월 16일에 확인함.
7. ↑  George Childs Kohn, ed. (2007). "Hungarian Revolt of 1956". The Dictionary of Wars Third Edition. pp. 237–238.
8. ↑  “Hungarian Refugee Cards, 1956-1957, Now Available in JDC Names Index | JDC Archives” (미국 영어). 2024년 1월 5일에 확인함.
9. ↑  Niessen, James P. (2016년 10월 11일). 《Hungarian Refugees of 1956: From the Border to Austria, Camp Kilmer, and Elsewhere》. 《Hungarian Cultural Studies》 9. 122–136쪽. doi:10.5195/AHEA.2016.261. ISSN 2471-965X.
10. 1 2  “History of Hungary: War and renewed defeat”. 《Encyclopaedia Britannica》. 2021년 8월 18일에 확인함.
11. ↑  Tihanyi, Gyula (1990). 《The Second World War》. US: Penguin Books. 506쪽. ISBN 0-14-01-1341-X.
12. ↑  Kertesz, Stephen D. (1953). 〈Chapter VIII (Hungary, a Republic)〉. 《Diplomacy in a Whirlpool: Hungary between Nazi Germany and Soviet Russia》. University of Notre Dame Press, Notre Dame, Indiana. 139–152쪽. ISBN 0-8371-7540-2. 2007년 9월 3일에 원본 문서에서 보존된 문서. Retrieved 8 October 2006
13. 1 2 3  UN General Assembly Special Committee on the Problem of Hungary (1957) “Chapter II. A (Developments before 22 October 1956), para. 47 (p. 18)” (PDF). (1.47 MB)
14. ↑  UN General Assembly Special Committee on the Problem of Hungary (1957) “Chapter IX D, para. 426 (p. 133)” (PDF). (1.47 MB)
15. ↑  UN General Assembly Special Committee on the Problem of Hungary (1957) “Chapter II.N, para 89(xi) (p. 31)” (PDF). (1.47 MB)
16. ↑  UN General Assembly Special Committee on the Problem of Hungary (1957) “Chapter II. A (Developments before 22 October 1956), paragraphs 49 (p. 18), 379–380 (p. 122) and 382–385 (p. 123)” (PDF). (1.47 MB)
17. 1 2  Crampton, R. J. (2003). Eastern Europe in the Twentieth Century–and After, p. 295. Routledge: London. ISBN 0-415-16422-2.
18. ↑  Video: Hungary in Flames CEU.hu 보관됨 17 10월 2007 - 웨이백 머신 producer: CBS (1958) – Fonds 306, Audiovisual Materials Relating to the 1956 Hungarian Revolution, OSA Archivum, Budapest, Hungary ID number: HU OSA 306–0–1:40
19. 1 2  Litván, György (1996). 《The Hungarian Revolution of 1956: Reform, Revolt and Repression, 1953–1963》. London: Longman. 19쪽. ISBN 978-0582215047.
20. 1 2  Tőkés, Rudolf L. (1998). Hungary's Negotiated Revolution: Economic Reform, Social Change and Political Succession, p. 317. Cambridge University Press: Cambridge. ISBN 0-521-57850-7
21. ↑  John Lukacs (1994). 《Budapest 1900: A Historical Portrait of a City and its Culture》. Grove Press. 222쪽. ISBN 978-0-8021-3250-5.
22. 1 2  Gati, Charles (2006). 《Failed Illusions: Moscow, Washington, Budapest and the 1956 Hungarian Revolt》. Stanford University Press. 49쪽. ISBN 0-8047-5606-6. Gati describes "the most gruesome forms of psychological and physical torture ... The reign of terror [of the Rákosi government] turned out to be harsher, and more extensive than [the reign of terror] in any of the other Soviet satellite [countries] in Central and Eastern Europe." In the post-communist period, the fact-finding commission, Törvénytelen szocializmus (Lawless Socialism), reported that "between 1950 and early 1953, the courts dealt with 650,000 cases [of political crimes], of whom 387,000 or 4 percent of the population were found guilty." (Budapest, Zrínyi Kiadó/Új Magyarország, 1991, p. 154).
23. 1 2  “József Mindszenty: An inveterate anti-Semite or a national hero?”. 《Hungarian Spectrum》. 2016년 4월 24일. 2016년 4월 25일에 원본 문서에서 보존된 문서.
24. 1 2  “Budapest Jews Score Anti-semitic Tenor of Statement by Hungarian Cardinal”. Jewish Telegraphic Agency. 1947년 7월 13일.
25. ↑  Marshall J. Breger, Herbert R. Reginbogin (2022). 《The Vatican and Permanent Neutrality》. Rowman & Littlefield. 127쪽. ISBN 978-1793642172.
26. ↑  Paksy, Zoltán (2014). 《Mindszenty József nézetei és politikai tevékenysége》. Korunk. 213–215쪽.
27. ↑  Kardos, József (2003). 《Monograph》 (PDF). 《Iskolakultúra》 (헝가리어) 6–7 (University of Pécs). 73–80쪽. 2006년 10월 9일에 확인함.
28. ↑  Burant, Stephen R., 편집. (1990). 《Hungary: a country study》 2판. Federal Research Division, Library of Congress. 320쪽., Chapter 2 (The Society and Its Environment) "Religion and Religious Organizations"
29. ↑  Bognár, Sándor; Iván Pető; Sándor Szakács (1985). 《A hazai gazdaság négy évtizedének története 1945–1985 (The History of Four Decades of the National Economy, 1945–1985)》 (헝가리어). Budapest: Közdazdasági és Jogi Könyvkiadó. 214, 217쪽. ISBN 963-221-554-0.
30. ↑  "Transformation of the Hungarian economy 보관됨 17 9월 2007 - 웨이백 머신". The Institute for the History of the 1956 Hungarian Revolution (2003). Retrieved 27 August 2006.
31. ↑  The Avalon Project at Yale Law School: Armistice Agreement with Hungary; 20 January 1945 보관됨 9 4월 2006 - 웨이백 머신. Retrieved 27 August 2006.
32. ↑  Kertesz, Stephen D. (1953). 〈Memorandum of the Hungarian National Bank on Reparations, Appendix Document 16〉. 《Diplomacy in a Whirlpool: Hungary between Nazi Germany and Soviet Russia》. University of Notre Dame Press, Notre Dame, Indiana. ISBN 0-8371-7540-2. 2007년 1월 25일에 원본 문서에서 보존된 문서.
33. ↑  Magyar Nemzeti Bank – English Site: History 보관됨 30 8월 2006 - 웨이백 머신
34. ↑  Kertesz, Stephen D. (1953). 〈Chapter IX (Soviet Russia and Hungary's Economy)〉. 《Diplomacy in a Whirlpool: Hungary between Nazi Germany and Soviet Russia》. University of Notre Dame Press, Notre Dame, Indiana. 158쪽. ISBN 0-8371-7540-2. 2007년 9월 7일에 원본 문서에서 보존된 문서.
35. ↑  Library of Congress: Country Studies: Hungary, Chapter 3 Economic Policy and Performance, 1945–1985. Retrieved 27 August 2006.
36. ↑  János M. Rainer (1997년 10월 4일). 《Stalin and Rákosi, Stalin and Hungary, 1949–1953》. 《"European Archival Evidence. Stalin and the Cold War in Europe" Workshop, Budapest, 1956 Institute》. 2009년 10월 23일에 확인함.
37. ↑  Gati, Charles (2006). 《Failed Illusions: Moscow, Washington, Budapest, and the 1956 Hungarian Revolt》. Stanford University Press. 64쪽. ISBN 0-8047-5606-6.
38. ↑  Nikita Sergeyevich Khrushchev, First Secretary, Communist Party of the Soviet Union (1956년 2월 25일). “On the Personality Cult and its Consequences”. Special Report at the 20th Congress of the Communist Party of the Soviet Union. 2006년 8월 4일에 원본 문서에서 보존된 문서. 2006년 8월 27일에 확인함.
39. ↑  UN General Assembly Special Committee on the Problem of Hungary (1957) “Chapter II. A (Developments before 22 October 1956), paragraph 48 (p. 18)” (PDF). (1.47 MB)
40. ↑  Weiner, Tim. Legacy of Ashes: The History of the CIA (2008) p. 144.
41. ↑  Halsall, Paul, 편집. (November 1998). “The Warsaw Pact, 1955; Treaty of Friendship, Cooperation and Mutual Assistance”. 《Internet Modern History Sourcebook》. Fordham University. 2006년 10월 8일에 확인함.
42. ↑  German-language video, Berichte aus Budapest: Der Ungarn Aufstand 1956 CEU.hu Director: Helmut Dotterweich, (1986) – Fonds 306, Audiovisual Materials Relating to the 1956 Hungarian Revolution, OSA Archivum, Budapest, Hungary ID number: HU OSA 306–0–1:27
43. ↑  UN General Assembly Special Committee on the Problem of Hungary (1957) “Chapter VIII The Question of the Presence and the Utilization of the Soviet Armed Forces in the Light of Hungary's International Commitments, Section D – The demand for the withdrawal of Red Army troops, para. 339 (p. 105)” (PDF). (1.47 MB)
44. 1 2 3  “Notes from the Minutes of the CPSU CC Presidium Meeting with Satellite Leaders, 24 October 1956” (PDF). 《The 1956 Hungarian Revolution, A History in Documents》. 조지 워싱턴 대학교: The National Security Archive. 2002년 11월 4일. 2006년 9월 2일에 확인함.
45. 1 2  Machcewicz, Paweł (June 2006). “1956 – A European Date”. culture.pl. 2013년 5월 12일에 원본 문서에서 보존된 문서. 2021년 3월 26일에 확인함.
46. ↑  Internet Modern History Sourcebook: Resolution by Students of the Building Industry Technological University: Sixteen Political, Economic, and Ideological Points, Budapest, 22 October 1956. Retrieved 22 October 2006.
47. ↑  United Nations Report of the Special Committee on the Problem of Hungary. p. 145, para 441. Retrieved 11 April 2007.
48. ↑  Hungarian-language video: The First Hours of the Revolution  보관됨 26 2월 2008 - 웨이백 머신 director: György Ordódy, producer: Duna Televízió – Fonds 306, Audiovisual Materials Relating to the 1956 Hungarian Revolution, OSA Archivum, Budapest, Hungary ID number: HU OSA 306–0–1:40
49. ↑  “SIR – The Whole Body of Hungarian Intellectuals Has Issued the Following Manifesto”. 《The Spectator Archive》. 2013년 10월 7일에 확인함.
50. 1 2 3 4 5  Heller, Andor (1957). 《No More Comrades》. Chicago: Henry Regnery Company. 9–84쪽. ASIN B0007DOQP0. 2006년 11월 8일에 원본 문서에서 보존된 문서. 2006년 10월 11일에 확인함. 틀:Page range too broad
51. 1 2  UN General Assembly Special Committee on the Problem of Hungary (1957) “Chapter II. C (The First Shots), para 55 (p. 20) & para 464 (p. 149)” (PDF). (1.47 MB)
52. ↑  “A Hollow Tolerance”. 《타임》. 1965년 7월 23일. 2007년 6월 30일에 원본 문서에서 보존된 문서. 2006년 10월 23일에 확인함.
53. 1 2  UN General Assembly Special Committee on the Problem of Hungary (1957) “Chapter II. C (The First Shots), para. 56 (p. 20)” (PDF). (1.47 MB)
54. ↑  UN General Assembly Special Committee on the Problem of Hungary (1957) “Chapter II. C (The First Shots), paras. 56–57 (p. 20.)” (PDF). (1.47 MB)
55. ↑  Gati, Charles (2006). 《Failed Illusions: Moscow, Washington, Budapest and the 1956 Hungarian Revolt》. Stanford University Press. 160쪽. ISBN 0-8047-5606-6. Gati said that "discovered in declassified documents, the Soviet Ministry of Defense had begun to prepare for large-scale turmoil in Hungary as early as July 1956. Codenamed 'Wave', the plan called for restoration of order in less than six hours ... the Soviet Army was ready. More than 30,000 troops were dispatched to – and 6,000 reached – Budapest by the 24th, that is, in less than a day".
56. ↑  UN General Assembly Special Committee on the Problem of Hungary (1957) “Chapter II.C, para 58 (p. 20)” (PDF). (1.47 MB)
57. ↑  UN General Assembly Special Committee on the Problem of Hungary (1957) “Chapter IV.C, para 225 (p. 71)” (PDF). (1.47 MB)
58. 1 2  UN General Assembly Special Committee on the Problem of Hungary (1957) “Chapter II.C, para 57 (p. 20)” (PDF). (1.47 MB)
59. ↑  UN General Assembly Special Committee on the Problem of Hungary (1957) “Chapter II.N, para 89(ix) (p. 31)” (PDF). (1.47 MB)
60. ↑  “BLOODY THURSDAY, 1956: THE ANATOMY OF THE KOSSUTH SQUARE MASSACRE | Hungarian Review”. 《hungarianreview.com》. 2014년 1월 6일. 2022년 9월 16일에 확인함.
61. 1 2  UN General Assembly Special Committee on the Problem of Hungary (1957) “Chapter X.I, para 482 (p. 153)” (PDF). (1.47 MB)
62. ↑  Gati, Charles (2006). 《Failed Illusions: Moscow, Washington, Budapest and the 1956 Hungarian Revolt》. Stanford University Press. 159쪽. ISBN 0-8047-5606-6.
63. ↑  UN General Assembly Special Committee on the Problem of Hungary (1957) “Chapter II.F, para 64 (p. 22)” (PDF). (1.47 MB)
64. 1 2 3 4 5 6 7 8  Lendvai, Paul (2008). 《One Day That Shook the Communist World: The 1956 Hungarian Uprising and Its Legacy》. Princeton, NJ: Princeton UP.
65. ↑  Cold War International History Project (CWIHP), KGB Chief Serov's report, 29 October 1956, (by permission of the Woodrow Wilson International Center for Scholars) Retrieved 8 October 2006
66. ↑  UN General Assembly Special Committee on the Problem of Hungary (1957) “Chapter IV.C, para 167 (p. 53)” (PDF). (1.47 MB)
67. ↑  Berecz, János. 1956 Counter-Revolution in Hungary (1986) Akadémiai Kiadó. p. 116.
68. ↑  Berecz, p. 117.
69. ↑  UN General Assembly Special Committee on the Problem of Hungary (1957) “Chapter II.F, para 65 (p. 22)” (PDF). (1.47 MB)
70. ↑  UN General Assembly Special Committee on the Problem of Hungary (1957) “Chapter XII.B, para 565 (p. 174)” (PDF). (1.47 MB)
71. ↑  Gati, Charles (2006). 《Failed Illusions: Moscow, Washington, Budapest, and the 1956 Hungarian Revolt (Cold War International History Project Series)》. Stanford University Press. ISBN 0-8047-5606-6. (pp. 176–177)
72. ↑  Олег Филимонов: Мифы о восстании – ПОЛИТ.РУ. Polit.ru (30 October 2006). Retrieved 28 October 2016.
73. ↑  UN General Assembly Special Committee on the Problem of Hungary (1957) “Chapter II. F (Political Developments) II. G (Mr. Nagy clarifies his position), paragraphs 67–70 (p. 23)” (PDF). (1.47 MB)
74. ↑  Video:Narrator: Walter Cronkite, producer (1956). 《Revolt in Hungary》. 《Fonds 306, Audiovisual Materials Relating to the 1956 Hungarian Revolution, OSA Archivum, Budapest, Hungary》 (CBS). HU OSA 306–0–1:40. 2007년 11월 17일에 원본 문서에서 보존된 문서.
75. ↑  Ellenforradalmi erők a magyar októberi eseményekben 1–5, Budapest: a Magyar Népköztársaság Minisztertanácsa Tájekoztatási Hivatala, 1956–8; available in translation as The counter-revolutionary forces in the October events in Hungary 1–5 (volumes after 2 variously titled, including 5: The counter-revolutionary conspiracy of Imre Nagy and his accomplices) Budapest: Information Bureau of the Council of Ministers of the Hungarian People's Republic, 1957–1958; names 213 people killed by the rebels.
76. ↑  Gati, Charles (2006). 《Failed Illusions: Moscow, Washington, Budapest and the 1956 Hungarian Revolt》. Stanford University Press. 173쪽. ISBN 0-8047-5606-6.
77. ↑  UN General Assembly Special Committee on the Problem of Hungary (1957) “Chapter II. F (Political developments), paragraph 66 (p. 22)” (PDF). (1.47 MB)
78. ↑  Zinner, Paul E. (1962). 《Revolution in Hungary》. Books for Libraries Press. ISBN 0-8369-6817-4.
79. ↑  UN General Assembly Special Committee on the Problem of Hungary(1957) “Chapter XII. D (Reassertion of Political Rights), paragraph 339 (p. 105) and paragraph 583 (p. 179)” (PDF). (1.47 MB)
80. 1 2  Applebaum, Anne (2012). 《Iron Curtain: The Crushing of Eastern Europe 1944–1956》. New York: Doubleday. 459쪽. ISBN 978-0385515696.
81. ↑  Video: Revolt in Hungary “1956-44”. 2007년 11월 17일에 원본 문서에서 보존된 문서. 2016년 2월 8일에 확인함. Narrator: Walter Cronkite, producer: CBS (1956) – Fonds 306, Audiovisual Materials Relating to the 1956 Hungarian Revolution, OSA Archivum, Budapest, Hungary ID number: HU OSA 306–0–1:40
82. ↑  Vincent E McHale (1983) Political parties of Europe, Greenwood Press, p. 508 ISBN 0-313-23804-9
83. ↑  UN General Assembly Special Committee on the Problem of Hungary(1957) “Chapter II. F (A Brief History of the Hungarian Uprising), paragraph 66 (p. 22) and footnote 26 (p. 183)” (PDF). (1.47 MB)
84. ↑  George Mikes, BBC correspondent (1956). “Video: Report on the 1956 Hungarian Revolution”. 2007년 10월 17일에 원본 문서에서 보존된 문서. Fonds 306, Audiovisual Materials Relating to the 1956 Hungarian Revolution, OSA Archivum, Budapest, Hungary ID number: HU OSA 306–0–1:1
85. ↑  Hungary: workers' councils against Russian tanks in International Socialism Issue: 112 (Posted: 12 October 6)
86. ↑  Hungary '56: "the proletariat storming heaven" – Mouvement Communiste. Libcom.org (19 July 2011). Retrieved on 2016-10-28.
87. ↑  Andy Anderson 1956: The Hungarian Revolution – 15. The Workers' Councils
88. 1 2 3 4  UN General Assembly Special Committee on the Problem of Hungary (1957) “Chapter XI (Revolutionary and Workers' Councils), paragraph 485–560 (pp. 154–170)” (PDF). (1.47 MB)
89. ↑  UN General Assembly Special Committee on the Problem of Hungary (1957) “Chapter II. E (Revolutionary and Workers' Councils), paragraph 63 (p. 22)” (PDF). (1.47 MB)
90. ↑  Mastny, Vojtech (March 2002). “NATO in the Beholder's Eye: Soviet Perceptions and Policies, 1949–56” (PDF). 《Cold War International History Project》. Woodrow Wilson International Center for Scholars. 2013년 11월 2일에 원본 문서 (PDF)에서 보존된 문서. 2013년 5월 6일에 확인함.
91. ↑  “Working Notes from the Session of the CPSU CC Presidium on 30 October 1956” (PDF). 《Cold War International History Project》. Woodrow Wilson International Center for Scholars. 1956년 10월 30일. 2006년 10월 20일에 확인함.
92. ↑  "When the Soviet Union nearly blinked", BBC News, 23 October 2006
93. ↑  Declaration of the Government of the USSR on the Principles of Development and Further Strengthening of Friendship and Cooperation between the Soviet Union and other Socialist States 30 October 1956, Printed in The Department of State Bulletin, XXXV, No. 907 (12 November 1956), pp. 745–747. Retrieved 19 October 2006.
94. ↑  Mark Kramer, "New Evidence on Soviet Decision-making and the 1956 Polish and Hungarian Crises" (PDF) 보관됨 3 12월 2007 - 웨이백 머신, Cold War International History Project Bulletin, p. 368.
95. ↑  The Institute for the History of the 1956 Hungarian Revolution: Part 3. Days of Freedom
96. ↑  Gati, Charles (2006). 《Failed Illusions: Moscow, Washington, Budapest and the 1956 Hungarian Revolt》. Stanford University Press. 177쪽. ISBN 0-8047-5606-6.
97. 1 2  Parsons, Nicholas T. 《Narratives of 1956》. 《The Hungarian Quarterly》. XLVIII. 2008년 6월 8일에 원본 문서에서 보존된 문서. 2008년 4월 27일에 확인함.
98. ↑  Taubman, William. Khrushchev: The Man and His Era (2005), ISBN 978-0-7432-7564-4, p. 296.
99. ↑  Szakolczai, Attila.  Pál, Germuska; Zoltán, Lux, 편집. 《Lesson 3: The Days of Freedom》. 《The History of the Hungarian revolution of 1956》 (Budapest: The Institute for the History of the 1956 Hungarian Revolution). 2009년 10월 6일에 확인함.
100. ↑  Kramer, Mark. "New Evidence on Soviet Decision-making and the 1956 Polish and Hungarian Crises" (PDF) 보관됨 3 12월 2007 - 웨이백 머신, Cold War International History Project Bulletin, p. 369.
101. ↑  Sebestyen, Victor, Ungernrevolten 1956: Tolv dagar som skakade världen (2006), p. 286.
102. ↑  Sebestyen, Victor. Ungernrevolten 1956: Tolv dagar som skakade världen (2006), p. 286. (Cites Burlatsky, Khrushchev and the first Russian Spring [1991], pp. 88–94.)
103. ↑  Rainer, János M. (1996년 11월 1일). “Decision in the Kremlin, 1956 – The Malin Notes”. 《Paper presented at Rutgers University》. The Institute for the History of the 1956 Hungarian Revolution. 2009년 10월 23일에 확인함.
104. 1 2  Cold War International History Project: Working Notes from the Session of the CPSU CC Presidium on 1 November 1956; . Retrieved 6 December 2008.
105. ↑  Arendt, Hannah (1958) [1951]. 《Origins of Totalitarianism》. New York: Harcourt. 480–510쪽. ISBN 0-15-670153-7.
106. ↑  Auer, Stefan (2006년 10월 25일). 《Hannah Arendt, Totalitarianism and the Revolutions in Central Europe: 1956, 1968, 1989》. 《Eurozine》. 2006년 11월 12일에 원본 문서에서 보존된 문서. 2019년 3월 12일에 확인함.
107. ↑  Cold War International History Project (CWIHP), Report from A. Grechko and Tarasov in Berlin to N. A. Bulganin, (by permission of the Woodrow Wilson International Center for Scholars) Retrieved 10 October 2006
108. ↑  Paczkowski, Andrzej. Pół wieku dziejów Polski, Wydawnictwo Naukowe PWN, Warszawa 2005, ISBN 83-01-14487-4, p. 203
109. ↑  Ł. Jastrząb, "Rozstrzelano moje serce w Poznaniu. Poznański Czerwiec 1956 r. – straty osobowe i ich analiza", Wydawnictwo Comandor, Warszawa 2006
110. ↑  (폴란드어) Wójtowicz, Norbert. Ofiary "Poznańskiego Czerwca", Rok 1956 na Węgrzech i w Polsce. Materiały z węgiersko–polskiego seminarium. Wrocław październik 1996, ed. Łukasz Andrzej Kamiński, Wrocław 1996, pp. 32–41.
111. ↑  Okváth, Imre (1999). 《Hungary in the Warsaw Pact: The Initial Phase of Integration, 1957–1971》. 《The Parallel History Project on NATO and the Warsaw Pact》.
112. ↑  CLR James (2013). 《Modern Politics》. PM Press. 165쪽. ISBN 978-1-60486-311-6. 2013년 9월 18일에 확인함.
113. ↑  “Overview”. 《The 1956 Hungarian Revolution, A History in Documents》. 조지 워싱턴 대학교: The National Security Archive. 1999. 2006년 9월 4일에 확인함.
114. ↑  Cold War International History Project (CWIHP), Working Notes from the Session of the CPSU CC Presidium on 3 November, 1956, with Participation by J. Kádár, F. Münnich, and I. Horváth, (by permission of the Woodrow Wilson International Center for Scholars) Retrieved 8 October 2006
115. ↑  UN General Assembly Special Committee on the Problem of Hungary (1957) “Chapter II. J (Mr. Kádár forms a government), para. 77–78 (pp. 26–27)” (PDF). (1.47 MB)
116. ↑  “Working Notes and Attached Extract from the Minutes of the CPSU CC Presidium Meeting, October 31, 1956” (PDF). 《The 1956 Hungarian Revolution, A History in Documents》. 조지 워싱턴 대학교: The National Security Archive. 2002년 11월 4일. 2006년 7월 8일에 확인함.
117. ↑  Short, Philip. Mao: A Life (2001), p. 451.
118. ↑  Gaddis, John Lewis. The Cold War: A New History (2005), p. 109.
119. ↑  Sebestyen, Victor. Ungernrevolten 1956: Tolv dagar som skakade världen (2006), p. 247. ISBN 91-518-4612-8.
120. ↑  Taubman, William. Khrushchev: The Man and His Era (2005), ISBN 978-0-7432-7564-4, p. 297.
121. ↑  Mark Kramer, "New Evidence on Soviet Decision-making and the 1956 Polish and Hungarian Crises" (PDF) 보관됨 3 12월 2007 - 웨이백 머신, Cold War International History Project Bulletin, pp. 373–374.
122. ↑  Stankovic, Alobodan. "Yugoslav Diplomat who Defied Soviet Leaders Dies" 보관됨 13 12월 2007 - 웨이백 머신, Radio Free Europe Research, 5 August 1982.
123. ↑  Granville, Johanna. The First Domino: International Decision Making During the Hungarian Crisis of 1956. Texas A & M University Press, 2004 (p. 103).
124. ↑  “Solidarność polsko-węgierska '56 – Norbert Wójtowicz”. 《Opoka》 (폴란드어). 2007년 9월 14일. 2021년 9월 3일에 확인함.
125. ↑  Wójtowicz, Norbert (2006). 《Solidarność polsko-węgierska '56 (w relacjach prasy) [ Polish-Hungarian solidarity '56 (in press relations)]》. 《Biuletyn Instytutu Pamięci Narodowej》 (폴란드어).
126. ↑  “Węgry: odsłonięto pomnik polskiej solidarności i pomocy w 1956 roku”. 《PolskieRadio24.pl》. 2019년 12월 9일에 확인함.
127. ↑  《Biuletyn Instytutu Pamięci Narodowej》 (폴란드어). IPN. 2006.
128. ↑  Csaba Békés (Spring 2000). 《The Hungarian Question on the UN Agenda: Secret Negotiations by the Western Great Powers 26 October – 4 November 1956. (British Foreign Office Documents)》. 《Hungarian Quarterly》. 2008년 12월 7일에 확인함.
129. 1 2 3  Borhi, László (1999). 《Containment, Rollback, Liberation or Inaction? The United States and Hungary in the 1950s》. 《Journal of Cold War Studies》 1. 67–108쪽. doi:10.1162/152039799316976814. S2CID 57560214.
130. ↑  Hungarian Revolt, 23 October–4 November 1956 Richard Lettis and William I. Morris, Eds., Appendices The Hungary Question in the United Nations 보관됨 8 11월 2006 - 웨이백 머신 . Retrieved 3 September 2006.
131. ↑  “Study Prepared for U.S. Army Intelligence "Hungary, Resistance Activities and Potentials" (January 1956)” (PDF). 《The 1956 Hungarian Revolution, A History in Documents》. 조지 워싱턴 대학교: The National Security Archive. 2002년 11월 4일. 2006년 9월 3일에 확인함.
132. ↑  “Minutes of the 290th NSC Meeting (12 July 1956)” (PDF). 《The 1956 Hungarian Revolution, A History in Documents》. 조지 워싱턴 대학교: The National Security Archive. 2002년 11월 4일. 2006년 9월 3일에 확인함.
133. ↑  Ross Johnson, A. (December 2018). 《Managing Media Influence Operations: Lessons from Radio Free Europe/Radio Liberty》. 《Routledge》 31 (라우틀리지). 681–701쪽. doi:10.1080/08850607.2018.1488498. S2CID 158225194.
134. ↑  “Policy Review of Voice For Free Hungary Programming from 23 October to 23 November 1956 (15 December 1956)” (PDF). 《The 1956 Hungarian Revolution, A History in Documents》. 조지 워싱턴 대학교: The National Security Archive. 2002년 11월 4일. 2006년 9월 2일에 확인함.
135. 1 2 3  CNN: Géza Jeszenszky, Hungarian Ambassador, Cold War Chat (transcript). Retrieved 8 November 1998. 보관됨 11 5월 2001 - 웨이백 머신
136. ↑  “Hungary, 1956: Reviving the Debate over U.S. (In)action during the Revolution”. National Security Archive. 2017년 5월 10일.
137. ↑  UN General Assembly Special Committee on the Problem of Hungary (1957) “Chapter VIII.D, para 336 (p. 103)” (PDF). (1.47 MB)
138. ↑  Imre Nagy's Telegram to Diplomatic Missions in Budapest Declaring Hungary's Neutrality (1 November 1956) 보관됨 24 9월 2015 - 웨이백 머신 by permission of the Center for Security Studies at ETH Zürich and the National Security Archive at the George Washington University on behalf of the PHP network
139. ↑  “Andropov Report, 1 November 1956”. Cold War International History Project (CWIHP), www.CWIHP.org, by permission of the Woodrow Wilson International Center for Scholars. 2006년 9월 4일에 확인함.
140. ↑  “Minutes of the Nagy Government's Fourth Cabinet Meeting, 1 November 1956” (PDF). 《The 1956 Hungarian Revolution, A History in Documents》. 조지 워싱턴 대학교: The National Security Archive. 2002년 11월 4일. 2006년 9월 2일에 확인함.
141. ↑  UN General Assembly Special Committee on the Problem of Hungary (1957) “Chapter II.I, para 75 (p. 25)” (PDF). (1.47 MB)
142. ↑  UN General Assembly Special Committee on the Problem of Hungary (1957) “Chapter II.I, para 76 (p. 26)” (PDF). (1.47 MB)
143. ↑  UN General Assembly Special Committee on the Problem of Hungary (1957) “Chapter IV. E (Logistical deployment of new Soviet troops), para 181 (p. 56)” (PDF). (1.47 MB)
144. ↑  Györkei, Jenõ; Kirov, Alexandr; Horvath, Miklos (1999). 《Soviet Military Intervention in Hungary, 1956》. New York: Central European University Press. 350쪽. ISBN 963-9116-36-X.
145. ↑  Schmidl, Erwin; Ritter, László (2006). 《The Hungarian Revolution 1956 (Elite)》. Osprey Publishing. 54쪽. ISBN 1-84603-079-X.
146. 1 2  Fryer, Peter (1957). 《Hungarian Tragedy》. London: D. Dobson. Chapter 9 (The Second Soviet Intervention). ASIN B0007J7674. 2006년 12월 1일에 원본 문서에서 보존된 문서.
147. 1 2  UN General Assembly Special Committee on the Problem of Hungary (1957) “Chapter V.C, para 196 (pp. 60–61)” (PDF). (1.47 MB)
148. ↑  Györkei, Jenõ; Kirov, Alexandr; Horvath, Miklos (1999). 《Soviet Military Intervention in Hungary, 1956》. New York: Central European University Press. 350쪽. ISBN 963-9116-36-X.
149. ↑  “Soviet army uniform, Budapest 1956 | Русский Париж” (러시아어). 2019년 4월 22일에 확인함.
150. 1 2  Lindvai, Paul (2008). 《One Day That Shook the Communist World: The 1956 Hungarian Uprising and Its Legacy》. Princeton, NJ: Princeton UP.
151. ↑  UN General Assembly Special Committee on the Problem of Hungary (1957) “Chapter V. B (The Second Soviet Military Intervention), para 188 (p. 58)” (PDF). (1.47 MB)
152. ↑  UN General Assembly Special Committee on the Problem of Hungary (1957) “Chapter VII. D (The Political Background of the Second Soviet Intervention), para 291 (p. 89)” (PDF). (1.47 MB)
153. ↑  UN General Assembly Special Committee on the Problem of Hungary (1957) “Chapter VII. D (a silent carrier wave was detected until 9:45 am), para 292 (p. 89)” (PDF). (1.47 MB)
154. ↑  Bibó, István (1991). 《Democracy, Revolution, Self-Determination》. New York: Columbia University Press. 325–327쪽. ISBN 0-88033-214-X.
155. ↑  Bibó, István. 〈Nyilatkozat, 1956. November 4.〉 [Declaration, 4 November 1956]. 《Válogatott tanulmányok》 [Assorted studies] (헝가리어). 4, 1935–1979. ifj. István Bibó, Tibor Huszár. 2009년 10월 30일에 확인함. in Hungarian: Magyarok! Nagy Imre miniszterelnök a ma hajnali szovjet támadáskor a szovjet követségre ment a tárgyalások folytatására, és onnan visszatérni már nem tudott. A reggel összehívott minisztertanácson a Parlament épületében tartózkodó Tildy Zoltánon kívül már csak B. Szabó István és Bibó István államminiszter tudott megérkezni. Mikor a Parlamentet a szovjet csapatok körülfogták, Tildy államminiszter a vérontás elkerülése végett megállapodást kötött velük, mely szerint ők megszállják az épületet, a benne levő polgári személyek pedig szabadon távozhatnak. Ő, a megállapodáshoz tartva magát, eltávozott. Az országgyűlés épületében egyedül alulírott Bibó István államminiszter maradtam, mint az egyedüli törvényes magyar kormány egyedüli képviselője. Ebben a helyzetben a következőket nyilatkozom: In English: To My Fellow Hungarians! When the Soviet Army attacked today at dawn, Prime Minister Nagy Imre went to the Soviet Embassy to negotiate and could not return. Tildy Zoltán, who was already in the Parliament building, and ministers Szabó István and Bibó István attended the council of ministers meeting that was convened this morning. As Soviet troops surrounded the Parliament building, minister Tildy Zoltán, to avoid bloodshed, reached an agreement, by which Soviet soldiers would occupy the Parliament building and allow all civilians to evacuate. According to this agreement, he then departed. Only the undersigned, Bibó István, remained in the Psrliament building as the only representative of the only existing legal Hungarian government. Under these circumstances, I make the following declaration: (Available in English)
156. ↑  UN General Assembly Special Committee on the Problem of Hungary (1957) “Chapter VII.E, para 296 (p. 90)” (PDF). (1.47 MB)
157. ↑  UN General Assembly Special Committee on the Problem of Hungary (1957) “Chapter VIII.B, para 596 (p. 185)” (PDF). (1.47 MB)
158. ↑  UN General Assembly Special Committee on the Problem of Hungary (1957) “Chapter VIII. B (The Political Background of the Second Soviet Intervention), para 600 (p. 186)” (PDF). (1.47 MB)
159. 1 2  UN General Assembly Special Committee on the Problem of Hungary (1957) “Chapter V.C, para 197 (p. 61)” (PDF). (1.47 MB)
160. ↑  UN General Assembly Special Committee on the Problem of Hungary (1957) “Chapter V.C, para 198 (p. 61)” (PDF). (1.47 MB)
161. ↑  UN General Assembly Special Committee on the Problem of Hungary (1957) “Chapter V. B (The Second Soviet Military Intervention), para 200 (p. 62)” (PDF). (1.47 MB)
162. ↑  Mark Kramer, "The Soviet Union and the 1956 Crises in Hungary and Poland: Reassessments and New Findings", Journal of Contemporary History, Vol. 33, No. 2, April 1998, p. 210.
163. ↑  Péter Gosztonyi, "Az 1956-os forradalom számokban", Népszabadság (Budapest), 3 November 1990
164. 1 2  Barghoorn, Frederick. Soviet Foreign Propaganda. Princeton University Press. 1964.
165. ↑  Pravda (Moscow), 4 November [227/228]: "Without the Slightest Delay", Moscow. "Imre Nagy turned out to be, objectively speaking, an accomplice of the reactionary forces. Imre Nagy cannot and does not want to fight the dark forces of reaction ... The Soviet Government, seeing that the presence of Soviet troops in Budapest might lead to further aggravation of the situation, ordered troops to leave Budapest, but ensuing events have shown that reactionary forces, taking advantage of the non-intervention of the Nagy Cabinet, have gone still further ... The task of barring the way to reaction in Hungary has to be carried out without the slightest delay – such is the course dictated by events ..." Retrieved 2007-10-8 Hungarian-history.hu 보관됨 17 10월 2007 - 웨이백 머신
166. 1 2  George Washington University: The National Security Archive, Communiqué on the Meeting of Representatives of the Governments and the Communist and Workers' Parties of Bulgaria, Czechoslovakia, Hungary, Romania and the Soviet Union (Budapest, 6 January 1957), Retrieved 7 December 2008
167. ↑  George Washington University: The National Security Archive, Minutes of the Meeting between the Hungarian and Chinese Delegations in Budapest on 16 January 1957, Retrieved 7 December 2008
168. ↑  The 1956 Hungarian Revolution: A History in Documents by Csaba Békés & Malcolm Byrne (Published by Central European University Press, 2002, ISBN 978-963-9241-66-4), p. 375, para 4: "the (Kádár) régime had to find an explanation for the revolution and collapse of the old régime in October 1956 ... they chose to interpret the uprising as a conspiracy by anti-communist, reactionary forces. This is why they labeled many ordinary citizens' actions as crimes. Critical opposition attitudes were described as "a plot to overthrow the people's democratic régime", and workers and peasants who took part in the revolt were called "jailbirds, ragamuffins, and kulaks." Armed resistance to occupying forces became "murder and wrecking state property." This kind of terminology became part of the official ideology of the régime toward the outside world." Also p. 375, footnote 40: "For a typical survey of propaganda intended for distribution abroad, see the so called "White Books" entitled The Counter-Revolutionary Forces in the October Events in Hungary, 4 vols., (Budapest: Information Bureau of the Council of Ministers of the Hungarian People's Republic, 1956–1957) ... The White Books published in the individual counties of Hungary in 1957–1958 summarized local "counter-revolutionary" events."
169. ↑  Casardi, A. (17 April 1957) Report on Hungarian Refugees. NATO
170. ↑  Kemény, János. “The Hungarian Refugee Crisis of 1956 and the Challenges of Organizational Adaptation”. 《www.wilsoncenter.org》. The Wilson Center. 2024년 3월 26일에 확인함.
171. ↑  Fink, Carole;  외. (2006). 《1956: European and global perspectives, Volume 1 of Global history and international studies》. Leipzig: Leipziger Universitätsverlag. 16쪽. ISBN 3-937209-56-5.
172. ↑  Molnár, Adrienne;  외. (1996). 《The handing down of experiences in families of the politically condemned in Communist Hungary》. 《IX. International Oral History Conference》 (Gotegorg). 2007년 6월 7일에 원본 문서에서 보존된 문서. 2008년 10월 10일에 확인함.
173. 1 2  Cseresnyés, Ferenc (Summer 1999). 《The '56 Exodus to Austria》. 《The Hungarian Quarterly》 XL (Society of the Hungarian Quarterly). 86–101쪽. 2004년 11월 27일에 원본 문서에서 보존된 문서. 2006년 10월 9일에 확인함.
174. ↑  Cellini, Amanda. “The resettlement of Hungarian refugees in 1956”. 《Forced Migration Review》. 2024년 1월 5일에 원본 문서에서 보존된 문서. 2024년 1월 5일에 확인함.
175. ↑  Csaba Békés; Malcolm Byrne; János Rainer (2002). 〈Hungary in the Aftermath, Introduction〉. 《The 1956 Hungarian revolution: a history in documents》. Central European University Press. 364쪽. ISBN 963-9241-66-0. 2009년 10월 31일에 확인함. I call upon the Hungarian people to regard neither the occupation force nor the puppet government it may install as a legal authority but rather to employ every means of passive resistance against it ... (István Bibó minister of state of the Petőfi Party) Despite the devastation of the Soviet attack, most of Hungarian society seemed to respond to Bibó's plea and continued to defy the new régime , keeping Soviet and Hungarian security forces tied up for months dealing with strikes, demonstrations, sabotage, work slowdowns, and other acts of resistance (Document No. 102)
176. ↑  Békés, Csaba, Malcolm Byrne, János M. Rainer (2002). Hungarian Tragedy, p. L. Central European University Press: Budapest. ISBN 963-9241-66-0.
177. ↑  “Situation Report to the Central Committee of the Communist Party by Malenkov-Suslov-Aristov (22 November 1956)” (PDF). 《The 1956 Hungarian Revolution, A History in Documents》. 조지 워싱턴 대학교: The National Security Archive. 2002년 11월 4일. 2006년 9월 2일에 확인함.
178. ↑  UN General Assembly Special Committee on the Problem of Hungary (1957) “Chapter XIV.I.A, para 642 (p. 198), János Kádár's 15 points (4 November 1956)” (PDF). (1.47 MB)
179. ↑  UN General Assembly Special Committee on the Problem of Hungary (1957) “Annex A (Agreement between the Hungarian People Republic and the government of the USSR on the legal status of Soviet forces) pp. 112–113)” (PDF). (1.47 MB)
180. ↑  International Committee of the Red Cross: ICRC action in Hungary in 1956 보관됨 20 2월 2009 - 웨이백 머신. Retrieved 7 December 2008.
181. ↑  Fryer, Peter (1997). Hungarian Tragedy, p. 10. Index Books: London. ISBN 1-871518-14-8.
182. 1 2  "On This Day 16 June 1989: Hungary reburies fallen hero Imre Nagy" British Broadcasting Corporation (BBC) reports on Nagy reburial with full honors. Retrieved 13 October 2006.
183. ↑  “End of a Private Cold War”. 《Time》. 1971년 10월 11일. 2007년 10월 17일에 원본 문서에서 보존된 문서. 2006년 9월 3일에 확인함.
184. ↑  Ali, Tariq (1984). 《'Hungary 1956: A Participant's Account' in The Stalinist Legacy: Its Impact on 20th-Century Politics》. Harmondsworth. ISBN 978-1608462193.
185. ↑  존스 홉킨스 대학교 찰스 가티 교수는 그의 저서 '실패한 환상: 모스크바, 워싱턴, 부다페스트, 그리고 1956년 헝가리 봉기'(추가 읽기 참조)에서 2002년 헝가리 역사가 차바 베케스의 에세이 '1956년 헝가리 혁명이 승리할 수 있었을까?'에 동의했다. 가티는 다음과 같이 말한다: "워싱턴은 대륙이 두 진영으로 나뉜 것을 암묵적으로 인정하고, 모스크바가 중립적이지만 친서방적인 오스트리아와 독립적인 유고슬라비아에 접경한 국가를 놓아주지 않을 것임을 이해했으며, 따라서 소련의 잔혹성에 대해 눈물을 흘리고 선전 기회를 이용했다"(p. 208).
186. ↑  “How to Help Hungary”. 《Time》. 1956년 12월 24일. 2007년 9월 30일에 원본 문서에서 보존된 문서. 2006년 9월 3일에 확인함.
187. ↑  Bendiner, Elmer (1957년 1월 21일). “The great Socialist debate: Chou in spotlight as arbiter” (PDF). 《National Guardian》 9 (14) (New York). 10면  – Marxists Internet Archive 경유.
188. ↑  Simpson, James (1997). 《Simpson's Contemporary Quotations: The Most Notable Quotes since 1950》. HarperCollins. 15쪽. ISBN 0062701371.
189. ↑  United Nations Secretary-General (1957년 1월 5일). Report of the Secretary-General Document A/3485 (PDF) (보고서). United Nations. 2006년 10월 13일에 확인함.
190. ↑  UN General Assembly Special Committee on the Problem of Hungary (1957) “Chapter I. D (Organization and Function of the Committee), paragraphs 1–26 (pp. 10–13)” (PDF). (1.47 MB)
191. ↑  UN General Assembly Special Committee on the Problem of Hungary (1957) “Chapter I. E (Attempts to observe in Hungary and meet Imre Nagy), paragraphs 32–34 (p. 14)” (PDF). (1.47 MB)
192. ↑  UN General Assembly (1957) Special Committee on the Problem of Hungary. Retrieved 14 October 2006.
193. ↑  UN General Assembly Special Committee on the Problem of Hungary (1957) “Chapter II. N (Summary of conclusions), paragraph 89 (pp. 30–32)” (PDF). (1.47 MB)
194. ↑  United Nations General Assembly, Thirteenth Session: Resolution 1312 (XIII) The Situation in Hungary (Item 59, p. 69 (12 December 1958)
195. ↑  ed. A. T. Lane. Biographical dictionary of European labor leaders. Volume 1. Greenwood Publishing Group, 1995. p. 20.
196. ↑  Alsing Andersen. Gravsted.dk. Retrieved on 28 October 2016.
197. ↑  United Nations Yearbook. 1957. p. 63
198. ↑  K. Danilov "The Provocation Continues". International Affairs, No. 8, Vol. 3, 1957, pp. 54–61.
199. ↑  “Freedom Fighter”. 《Time》. 1957년 1월 7일. 2007년 1월 1일에 원본 문서에서 보존된 문서.. Retrieved 21 September 2008.
200. ↑  
Formal Address 보관됨 19 7월 2011 - 웨이백 머신  of Prime Minister Ferenc Gyurcsány in the Hungarian Parliament (23 October 2006). Retrieved 21 September 2008.
201. ↑  Statement with the Hungarian Prime Minister (11 October 2006) 보관됨 13 1월 2012 - 웨이백 머신  Retrieved 22 September 2008
202. ↑  Melbourne/Stockholm 1956 (All facts) Olympic.org Retrieved 29 August 2010.
203. ↑  Radio Free Europe: Hungary: New Film Revisits 1956 Water-Polo Showdown. Retrieved 13 October 2006.
204. ↑  Szabadság, szerelem (Children of Glory) 보관됨 17 10월 2007 - 웨이백 머신  (film) 2006.
205. ↑  1634–1699: McCusker, J. J. (1997). 《How Much Is That in Real Money? A Historical Price Index for Use as a Deflator of Money Values in the Economy of the United States: Addenda et Corrigenda》 (PDF). American Antiquarian Society. 1700–1799: McCusker, J. J. (1992). 《How Much Is That in Real Money? A Historical Price Index for Use as a Deflator of Money Values in the Economy of the United States》 (PDF). American Antiquarian Society. 1800–present: Federal Reserve Bank of Minneapolis. “Consumer Price Index (estimate) 1800–”. 2024년 2월 29일에 확인함.
206. ↑  “1957 | The Rovereta Affair”. 2015년 2월 14일. 2015년 2월 14일에 원본 문서에서 보존된 문서. 2024년 1월 5일에 확인함.
207. ↑  The following are references in English on the conflicting positions of l'Unità, Antonio Giolitti and party boss Palmiro Togliatti, Giuseppe Di Vittorio and Pietro Nenni.
208. ↑  Napolitano, Giorgio (2005). 《Dal Pci al socialismo europeo. Un'autobiografia politica (From the Communist Party to European Socialism. A political autobiography)》 (이탈리아어). Laterza. ISBN 88-420-7715-1.
209. ↑  Black, Ian (2006년 10월 21일). “How Soviet tanks crushed dreams of British communists”. 《The Guardian》 (영국 영어). ISSN 0261-3077. 2024년 10월 13일에 확인함.
210. ↑  Sartre, Jean-Paul (1956), L'intellectuel et les communistes français (프랑스어) Le Web de l'Humanite, 21 June 2005. Retrieved 24 October 2006.
211. 1 2  Wu, Yiching (2014). 《The cultural revolution at the margins : Chinese socialism in crisis》. Cambridge, Mass.: Harvard University Press. 30쪽. ISBN 978-0-674-41985-8. OCLC 881183403.
212. ↑  Hou, Li (2021). 《Building for Oil: Daqing and the Formation of the Chinese Socialist State》. Harvard-Yenching Institute monograph series. Cambridge, Massachusetts: Harvard University Asia Center. 74쪽. ISBN 978-0-674-26022-1.
213. ↑  Wu, Yiching (2014). 《The cultural revolution at the margins : Chinese socialism in crisis》. Cambridge, Mass.: Harvard University Press. 34쪽. ISBN 978-0-674-41985-8. OCLC 881183403.
214. ↑  “Hungarian Freedom Park”. 《The Cultural Landscape Foundation》. 2020년 3월 2일에 확인함.
215. ↑  “National Symbols” (PDF). 《Fact Sheets on Hungary》. Ministry of Foreign Affairs. 2003. 2011년 11월 22일에 원본 문서 (PDF)에서 보존된 문서. 2012년 2월 24일에 확인함.
216. ↑  James, Beverly Ann (2005). 《Imagining Postcommunism: Visual Narratives of Hungary's 1956 Revolution》 (영어). Texas A&M University Press. 85쪽. ISBN 978-1-60344-595-5.
217. ↑  “U.S. State Department Commemorates the 1956 Hungarian Revolution” (보도 자료). American Hungarian Federation. 2006년 2월 13일. 2006년 10월 8일에 확인함.
218. ↑  “Hungary a Model for Iraq, Bush Says in Budapest” (보도 자료). International Information Programs. 2006년 6월 22일. 2008년 2월 15일에 원본 문서에서 보존된 문서. 2006년 10월 14일에 확인함.
219. ↑  “Soviet invasions of Hungary and Czechoslovakia were wrong, Putin says”. 《BBC News》 (영국 영어). 2023년 9월 12일. 2023년 9월 25일에 확인함.
220. ↑  “Hungary's Energy Supply is Guaranteed, Says Russian Foreign Minister”. 《Hungary Today》 (영어). 2023년 9월 25일. 2023년 9월 25일에 확인함.